# Heroes (Fernsehserie)
Heroes ist eine US-amerikanische Mystery- und Science-Fiction-Fernsehserie, die vom 25. September 2006 bis zum 8. Februar 2010 auf dem Sender NBC lief. Sie besteht aus vier Staffeln mit 78 Episoden und handelt von verschiedenen Menschen, die jeweils eine besondere übernatürliche Fähigkeit besitzen. Im deutschsprachigen Raum war sie bei SF zwei (Schweiz), ATV (Österreich) und RTL II (Deutschland) zu sehen.
Nachdem die Serie im Mai 2010 eingestellt worden war, erschien 2015 als Fortsetzung die 13-teilige Miniserie Heroes Reborn.

## Handlung

### 1. Staffel
Die Serie handelt von Menschen, die unabhängig voneinander entdecken, dass sie außergewöhnliche Fähigkeiten besitzen. Auch ihre Nachkommen verfügen über besondere Kräfte, die sich jedoch von denen ihrer Eltern unterscheiden können. So gibt es den Polizisten Matt Parkman, der seine Fähigkeit, Gedanken zu lesen, offenbar von seinem Vater geerbt hat, sein Sohn verfügt in der dritten Staffel jedoch über eine ganz andere Gabe. Die Cheerleaderin Claire stellt fest, dass sie über Selbstheilungskräfte verfügt und der junge japanische Angestellte Hiro Nakamura entwickelt die Fähigkeit, Raum und Zeit zu beeinflussen.
Neben einer mächtigen Gruppierung, die zunächst im Verborgenen bleibt, interessiert sich Dr. Mohinder Suresh, ein junger indischer Genforscher, dessen Vater (ebenfalls Professor für Humangenetik) eine Theorie über die „Heroes“ aufgestellt hat, für die außergewöhnlichen Menschen.
Beide Parteien geraten schnell aneinander. Die Motive der mächtigen Gruppierung mit der diffusen Bezeichnung „die Firma“ bleiben aber vorerst unklar. Sie scheint nicht einmal vor Mord zurückzuschrecken und verfügt über große Ressourcen sowie Helfer, die ebenfalls über außergewöhnliche Kräfte verfügen.
Ein weiterer Konflikt entsteht durch den Uhrmacher Sylar, der auf der Jagd nach den „Heroes“ ist, um sie zu töten und ihre Kräfte zu übernehmen.
Alle Charaktere versuchen, ihre Eigenschaften zu verstehen und beherrschen zu lernen, was einigen von ihnen, insbesondere Peter Petrelli, nicht leicht fällt.
Eine Prophezeiung von Isaac Mendez, der in der Lage ist, die Zukunft zu zeichnen, besagt, dass eine gigantische Explosion New York vernichten wird. Im Lauf der Serie wird die Verhinderung dieses Ereignisses zum Ziel der Helden: „Save the cheerleader, save the world!“ (auf Deutsch: „Rette die Cheerleaderin, rette die Welt!“)
Es stellt sich heraus, dass die Zerstörung New Yorks zu einem Plan des Gangsterbosses Linderman gehört. Dieser glaubt, er würde der Menschheit durch diese Katastrophe einen Anstoß zur Verbesserung geben; auch Angela Petrelli, die Mutter von Nathan und Peter, ist in diesen Plan verwickelt. Auch Nathan schließt sich an, da er nach Lindermans Plan zu einem wichtigen politischen Führer werden soll.
Hiro Nakamura glaubt, die Explosion werde durch Sylar ausgelöst und kann diesen schließlich mit einem Schwert niederstrecken. Allerdings geht die Gefahr nicht von Sylar, sondern von Peter aus, der seine Kräfte nicht unter Kontrolle hat und daher kurz vor einer Explosion steht. Nathan, der sich schlussendlich doch gegen Lindermans Plan entschieden hat, fliegt mit seinem Bruder aus der Stadt, wodurch er New York City rettet.

### 2. Staffel
In der 2. Staffel gibt es mehrere Handlungsfäden, die erst in der letzten Folge miteinander verbunden werden:
Handlungsfaden Adam und Hiro

Vor 400 Jahren: Hiro lernt im 17. Jahrhundert den Helden seiner Jugend Takezo Kensei kennen, der sich jedoch als Säufer herausstellt. Es stellt sich jedoch ebenfalls heraus, dass Takezo genau wie Claire über regenerative Fähigkeiten verfügt. Mit Hiro als Mentor gelingt es Takezo, zu einem Helden zu werden. Als Takezo jedoch Hiro beobachtet, wie er die Prinzessin küsst, in die er selbst verliebt war, schwört Takezo Rache.
Vor 30 Jahren: Takezo Kensei nennt sich in der Zwischenzeit Adam Monroe. Er überredet Bob Bishop (Elles Vater), Daniel Linderman, Maury Parkman (Matts Vater), Angela Petrelli (Nathans und Peters Mutter), Kaito Nakamura (Hiros Vater) und weitere Personen mit speziellen Fähigkeiten, eine Firma zu gründen, deren Aufgabe es sein soll, mit Hilfe ihrer Superkräfte die Welt zu verbessern.
Doch insgeheim ging es Adam darum, einen Wirkstoff zu entwickeln, mit dem er die Menschheit ausrotten kann.
Die anderen Firmengründer erfuhren von seinem Plan und sperrten ihn ein.
Gegenwart: Adam erringt das Vertrauen von Peter, der von der Firma ebenfalls eingesperrt wurde, und flieht mit seiner Hilfe. Adam bringt aus Rache einige der Firmengründer um. Hiro erfährt, dass – während er in der Vergangenheit war – sein Vater ermordet wurde. Er beschließt, seinen Vater nicht zu retten, um das Raum-Zeit-Gefüge nicht durcheinanderzubringen, jedoch trotzdem in die Vergangenheit zu reisen, um wenigstens den Mörder seines Vaters zu entlarven. Er findet heraus, dass es sich um Takezo alias Adam handelt.
Adam überzeugt währenddessen Peter, der kurzfristig in der Zukunft war und die Ausmaße der Shanti-Epidemie sehen konnte, davon, in das Forschungszentrum der Firma einzudringen und das Virus zu vernichten. Adam bricht zusammen mit Peter in das Forschungszentrum ein, während Hiro, Matt und Nathan versuchen, sie aufzuhalten.
Handlungsfaden Peter
Nachdem Peter über New York explodiert ist, rettet er seinen Bruder, der kurz vor der Explosion noch weggeflogen war, es jedoch nicht weit genug geschafft hat, um den Folgen komplett zu entgehen. Darüber schockiert, welch eine Gefahr er für die Menschheit darstellt und dass er seinen Bruder so schwer entstellt hat, lässt er sich von der Firma „einweisen“. Dort lernt er Adam kennen, der ihn davon überzeugt, dass die Firma böse sei, und ihn zu einem Ausbruch überredet. Auf der Flucht werden sie jedoch entdeckt. Adam kann entkommen, während Peter vom Haitianer aufgespürt wird. Der Haitianer will Peter jedoch nicht zurück zu der Firma bringen, sondern löscht stattdessen seine Erinnerungen und kettet ihn an einen Container.
Einige Zeit später wird der Container von einer Bande von Gaunern aufgebrochen, die Peter dort vorfinden. Sie merken schnell, dass Peter über besondere Fähigkeiten verfügt und überreden ihn dazu, ihnen bei einem Raubzug zu helfen. Peter willigt ein und verliebt sich in die Schwester des Gaunerbosses. Später reist er zusammen mit ihr in die Zukunft, wo ein Großteil der Bevölkerung durch das Shanti-Virus ausgelöscht wurde. Er selbst gelangt wieder zurück in die Gegenwart, muss seine Freundin jedoch in der Zukunft zurücklassen. Er setzt sich daher zum Ziel, die Welt vor dem Shanti-Virus zu bewahren. Kurz darauf lernt er erneut Adam kennen, der ihm dabei hilft, sein Gedächtnis wieder zu erlangen. Um das Vertrauen von Peter zu gewinnen, besuchen die beiden Nathan im Krankenhaus, wo Adam die heilenden Kräfte seines Blutes an Nathan demonstriert: Nathan war durch die Explosion entstellt. Durch Adams Blut heilen alle Wunden narbenlos und Nathan ist körperlich wieder der Alte. Anschließend finden Adam und Peter gemeinsam den Aufbewahrungsort des Shanti-Virus heraus und reisen dorthin.
Handlungsfaden Sylar und Maya
Die Firma rettet Sylar das Leben und injiziert ihm das Shanti-Virus, damit er nicht mehr gefährlich werden kann. Doch Sylar tötet seine Aufpasserin Candice (ebenfalls ein „Hero“) und entkommt. Auf seiner Flucht lernt er Maya Herrera und ihren Bruder kennen und bemerkt, dass sie ebenfalls über eine übernatürliche Begabung verfügt. Da er momentan seine Kräfte nicht einsetzen kann, beschließt er, sie am Leben zu lassen, ihr Vertrauen zu gewinnen und mit ihr gemeinsam zu Mohinder zu fahren. Maya fasst auch schnell Vertrauen in Sylar, der sich mit seinem wahren Namen Gabriel vorgestellt hat, doch ihr Bruder bleibt die ganze Zeit über misstrauisch. Bei einem Streit tötet Sylar den Bruder, schafft es jedoch, dies vor Maya geheim zu halten. Erst als sie endlich Mohinder treffen, bemerkt Maya, dass Sylar ein skrupelloser Mörder ist. Sylar gelingt es, mit einem Gegenmittel gegen das Shanti-Virus, das er Mohinder entwendet hat, zu entkommen: dem Blut der Cheerleaderin Claire.
Handlungsfaden Matt Parkman und Molly Walker
Molly Walker wurde von Matt Parkman adoptiert. Bei seinen Ermittlungen zu einem Mordfall stößt er auf ein Foto, auf dem alle Ermordeten sowie sein Vater abgebildet sind. Es stellt sich heraus, dass sein Vater der Albtraummann ist, vor dem sich Molly fürchtet. Molly weigert sich anfangs, den Albtraummann für ihn zu finden, aber Matt überredet sie dazu, es doch zu tun, worauf sie in Ohnmacht fällt (eine Fähigkeit des Albtraummanns). Matt trifft sich mit seinem Vater und findet heraus, dass dieser die Fähigkeit besitzt, andere Leute in deren Albträumen einzusperren. Diese Fähigkeit nutzt er dann auch, um vor Matt zu fliehen. Bei einer späteren Konfrontation zwischen Matt und seinem Vater verfängt Matts Vater sich in einem seiner eigenen Albträume und bleibt darin gefangen. Matt stellt später fest, dass er langsam die Fähigkeiten seines Vaters entwickelt und dass er Leuten telepathisch Befehle erteilen kann. (Diese Fähigkeit funktioniert jedoch nicht gegen andere mit derselben Fähigkeit, wie er später feststellt.)
Handlungsfaden Familie Bennet
Noah Bennet verbündet sich wieder mit dem Haitianer und sie beschließen, gemeinsam mit Mohinder Suresh die Firma zu vernichten. Dabei schrecken Noah und der Haitianer auch vor Mord nicht zurück.
Claire lernt in der Schule West Rosen kennen und erfährt, dass dieser fliegen kann. Durch einen Schülerstreich, den die beiden veranstalten, um eine Cheerleaderin zu ärgern, wird die Firma auf Claire aufmerksam. Es kommt zu einer Eskalation, in deren Verlauf Mohinder Suresh die Seiten wechselt, Bob Noahs Tochter Claire und Noah Bobs Tochter Elle gefangen nimmt.
Noah und Bob einigen sich auf einen Austausch.
Während des Austauschs wird Noah von Mohinder erschossen. Allerdings gelingt es der Firma, Noah mit Hilfe von Claires Blut wiederzubeleben, was die Firma allerdings vor Noahs Familie verheimlicht.
Claire will aus Rache für den vermeintlichen Mord an ihrem Vater die Firma auffliegen lassen und ist dafür sogar bereit, ihr eigenes Geheimnis preiszugeben.
Die Firma und Noah schließen daraufhin ein Abkommen: Noah überzeugt Claire, die Geheimnisse nicht zu veröffentlichen und er arbeitet in Zukunft wieder für die Firma. Im Gegenzug lassen sie ihn frei und seine Familie am Leben.
Finale
Hiro, Nathan und Matt treffen in der Primatech-Filiale auf Peter und Adam, Peter besiegt Matt und Hiro, wird jedoch von Nathan überzeugt, dass Adam das Virus in Wirklichkeit freisetzen will. Er schafft es, dies zu verhindern, Hiro nimmt Adam mit sich und sperrt ihn im Sarg seines Vaters ein (durch Nutzung seiner Teleportationsfähigkeit). Peter zerstört das Super-Virus.
Am Ende will Nathan auf einer Pressekonferenz seine Fähigkeit unter Beweis stellen, wird jedoch kurz vor den entscheidenden Worten von einem Attentäter zweimal angeschossen und stirbt scheinbar in Peters Armen.

### 3. Staffel

#### Kapitel Schurken
Peters zukünftiges Ich versucht die Zukunft zu ändern, die durch eine Formel, die normalen Menschen unbestimmte Superkräfte verleiht, ins Chaos geraten ist. Diese Formel wurde in der Vergangenheit in zwei Hälften geteilt. Eine ist im Besitz von Kaito Nakamura, die andere Hälfte hat Angela Petrelli. Im Laufe der Handlung erfahren die Helden, dass Peters und Nathans Vater Arthur Petrelli lebt und die Formel an sich reißen will. Als Peter ihn aufhalten will, wird er von seinem Vater seiner Kräfte beraubt, während Nathan im Laufe der Staffel zu seinem Vater überläuft. Sylar eignet sich noch Claires Unverwundbarkeit an und wird damit zum unbesiegbaren Gegner. Um die Formel zu vervollständigen, bedient sich Arthur der Hilfe Dr. Sureshs, der mittels Forschung selbst zu Superkräften kommt, die aber eine Nebenwirkung hat. Eine Sonnenfinsternis zeigt ebenfalls unerwartete Folgen für die Superhelden und Superschurken. Am Ende der Staffel hat Ando durch die Formel ebenfalls eine Fähigkeit erlangt, die es ihm ermöglicht, Hiro aus der Vergangenheit zu retten, da dieser dort seine Fähigkeit verloren hat, ebenfalls durch Arthur Petrelli. Nachdem Sylar Arthur getötet hat, verfolgt Nathan das Ziel, eine Armee aus „Supersoldaten“ zu erschaffen, weiter. Im Finale explodiert die Firma Pinehearst, in der sich auch Peter und Nathan befinden. Peter spritzt sich das Serum und erlangt dadurch wieder eine Fähigkeit. Er rettet sich und Nathan, indem er im letzten Moment aus dem Fenster fliegt.

#### Kapitel Flüchtlinge
Nach dem Tod von Arthur Petrelli und der Zerstörung der Formel wendet Nathan Petrelli sich gegen seine Familie und ehemaligen Heldenfreunde in dem Glauben, dass die Welt ohne Menschen mit Superkräften, die Böses tun können, sicherer wird. Er beauftragt mit Zustimmung des Präsidenten einen besessenen Agenten und Bennet, der widerwillig zustimmt, um seine Tochter Claire zu schützen. Viel zu spät erkennt Nathan, dass er damit das Leben der anderen zerstört. Auf der darauffolgenden Flucht bekommen sie unerwartet Hilfe von dem mysteriösen Rebel, der sich schließlich als Micah Sanders herausstellt. Sylar nutzt die Situation der Verfolgung, um nun endlich mit der Fähigkeit eines Gestaltwandlers Präsident zu werden. Nathan und Peter können das verhindern, wobei Nathan jedoch stirbt. Im Auftrag von Angela und Noah nutzt Matt seine Kräfte, um Sylar davon zu überzeugen, Nathan zu sein. Er nimmt seine Gestalt und Funktion ein.

### 4. Staffel
Während sich alle von den Folgen der letzten Monate erholen und neuen Aufgaben widmen, muss sich Matt Parkman mit Sylars Bewusstsein herumschlagen, das er unbeabsichtigt aufgenommen hat. Suresh entdeckt auf den alten Aufnahmen seines Vaters, dass es einen Menschen gibt, der unvorstellbare Kräfte hat, wenn sich mehrere Menschen mit speziellen Fähigkeiten in seiner Nähe befinden. Er besucht darauf Samuel Sullivan und löst damit eine Kette von tragischen Ereignissen aus. Samuel beginnt darauf seine Macht im Jahrmarkt auszubauen und Menschen mit Superkräften um sich zu scharen, dabei wendet er sehr geschickt seine Fähigkeit an, Menschen zu täuschen und ihre Ängste anzusprechen. Er geht dabei sprichwörtlich über Leichen, um sein Ziel zu erreichen, der mächtigste Mensch der Welt zu werden. Die Helden versuchen Samuel aufzuhalten.
Mit dem Ende der 4. Staffel und zu Beginn von „Volume Six: Brave New World“ (welche nicht mehr erscheint, da Heroes vorher abgesetzt wurde) demonstriert Claire mehreren TV-Reportern ihre Fähigkeit, indem sie von einem Riesenrad springt und sich anschließend selbst heilt.

## Fortsetzung
Zwischen September 2015 und Januar 2016 lief die aus 13 Episoden bestehende Fortsetzung „Heroes Reborn“ als Miniserie auf NBC, welche die Geschichte weiter erzählt. Neben zahlreichen Darstellern aus Heroes, u. a. Jack Coleman, Masi Oka und Greg Grunberg, wurden auch neue Figuren eingeführt.

## Charaktere

### Hauptfiguren
Claire Bennet

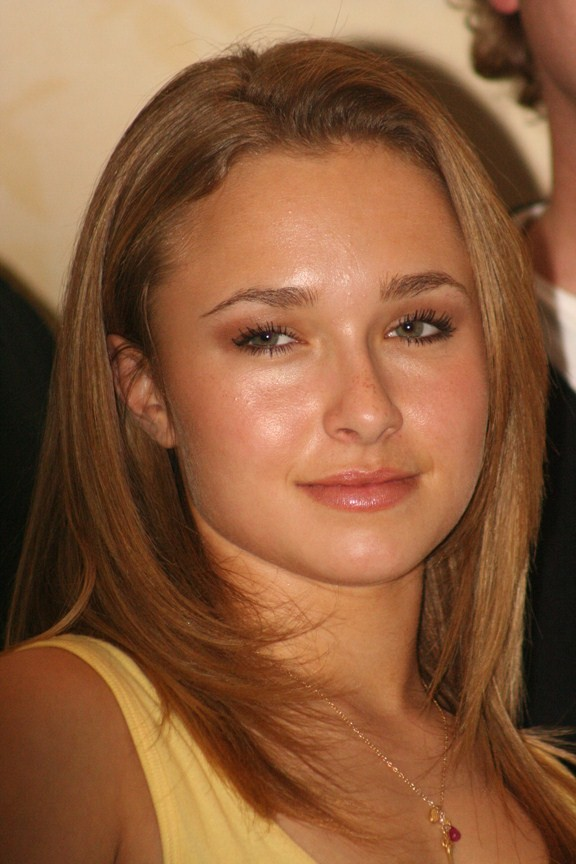
Claire Bennet
(Hayden Panettiere)

Claire ist eine 16-jährige Highschool-Cheerleaderin, die bei ihren Adoptiveltern wohnt. Eines Tages stellt sie fest, dass bei ihr alle Verletzungen in wenigen Augenblicken verheilen. In mehreren Testläufen verletzt sie sich selbst und lässt ihren Schulkameraden Zach dies mit einer Kamera dokumentieren.
Im Verlauf der Serie erfährt sie von ihrer leiblichen Mutter Meredith Gordon, die das Element Feuer beherrscht, und Nathan Petrelli, ihrem leiblichen Vater. In der zweiten Staffel findet sie heraus, dass sogar abgetrennte Gliedmaßen bei ihr nachwachsen.
Ihr kommt durch ihre außergewöhnliche Fähigkeit eine Schlüsselrolle zu, da Sylar gerade nach ihrer Unverwundbarkeit trachtet und sein mehrfaches Scheitern nicht akzeptieren will.
Nachdem Sylar sich zu Beginn der 3. Staffel ihre Fähigkeit angeeignet hat, lässt er sie dennoch am Leben, mit der Begründung, dass sie niemals sterben könnte. Nach dieser Attacke empfindet sie jedoch keine Schmerzen mehr, was ihr das Gefühl gibt, nicht mehr menschlich zu sein. Das ändert sich wieder nach der nächsten Sonnenfinsternis. Im Finale von Villains werden Claire, Noah, ihre leibliche Mutter Meredith und ihre Großmutter von Sylar als Geiseln genommen. Sylar will mit der Geiselnahme zeigen, dass jeder unter bestimmten Umständen zu einem Monster wird und so stellt er Claire die Aufgabe, sie solle ihre Großmutter töten, damit sie und die anderen Geiseln am Leben bleiben und gehen dürfen. Claire lässt sich jedoch nicht auf diesen Handel ein, sondern unternimmt mit den anderen Geiseln einen Fluchtversuch. Claire überwältigt Sylar, als dieser ihrer Großmutter zusetzt, indem sie ihm eine Glasscherbe in den Hinterkopf rammt, was die einzige Möglichkeit ist, die Regeneration des Körpers zu verhindern.
In Staffel 4 versucht Claire ihr Leben weiter zu ordnen und beginnt ein Studium. Kurz nach ihrem Eintreffen stirbt ihre Mitbewohnerin jedoch unter mysteriösen Umständen und als Claire von ihrer neuen Freundin Gretchen bei der Wirkung ihrer Selbstheilungskräfte beobachtet wird, vertraut sie ihr die Wahrheit an.
Noah Bennet

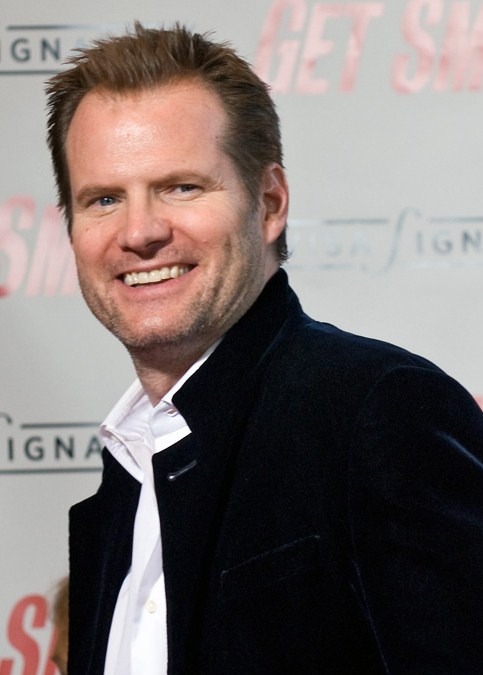
Noah Bennet
(Jack Coleman)

Noah Bennet ist Claires Adoptivvater. Er ist Teil einer geheimen Organisation, die von Personen mit besonderen Kräften Kenntnis hat. Diese Geheimorganisation ist nach außen durch eine Papierfabrik mit dem Decknamen Primatech Paper Company getarnt. Zu Anfang ist noch unklar, auf welcher Seite Bennet steht, meistens wird er auch nur „Mr. Bennet“ oder (sinngemäß übersetzt) „der Mann mit der Hornbrille“ genannt. Bennet adoptierte Claire im Auftrag von Primatech, da ihre Mutter pyrokinetische Kräfte besaß und man bei Primatech davon ausging, sie würde sich auch irgendwann „manifestieren“. Immer mehr ist ihr Vater nun hin- und hergerissen zwischen der Pflicht und der Verantwortung Primatech gegenüber, Claire auszuliefern und der Liebe zu seiner Familie und vor allem zu seiner Adoptivtochter. Gemeinsam mit dem „Haitianer“, der für Bennet arbeitet, versucht er immer wieder, jegliche Beweise für Claires Fähigkeit zu vernichten, um sie vor den Augen von Primatech zu verstecken. Dies scheitert jedoch innerhalb der ersten Staffel und Primatech fordert Claire, diese kann aber mit Hilfe des Haitianers flüchten.
Am Ende der ersten Staffel löst sich Bennet von der Firma und flieht mit seiner Familie von Stadt zu Stadt, was vor allem Claire sehr belastet.
Am Ende der zweiten Staffel wird er bei einem Kampf von Suresh erschossen, wird jedoch mit einer Probe von Claires Blut wiederbelebt. Er erklärt sich bereit, erneut für die Firma zu arbeiten, wenn diese sich dafür von Claire fernhält.
Nachdem die Gefangenen aus Level 5 geflohen sind, arbeitet er gezwungenermaßen mit Sylar zusammen, um sie wieder einzufangen. Doch in Wahrheit sucht er auch nach einem Weg, Sylar zu töten, nachdem er erfahren hat, was dieser seiner Tochter angetan hat. Er ist zum Teil daran schuld, dass Sylar zu dem wurde, was er ist, und dafür revanchiert sich dieser, als er Noah, Claire, Angela und Meredith als Geiseln hält. Noah lässt daraufhin die Gefangenen wieder frei, um Sylar zu töten. Doch dieser sperrt Noah mit Meredith, die ihre Kräfte nicht mehr unter Kontrolle hat, in eine Zelle und lässt ihm die Wahl, sein Leben oder das von Claires Mutter zu nehmen.
Elle Bishop

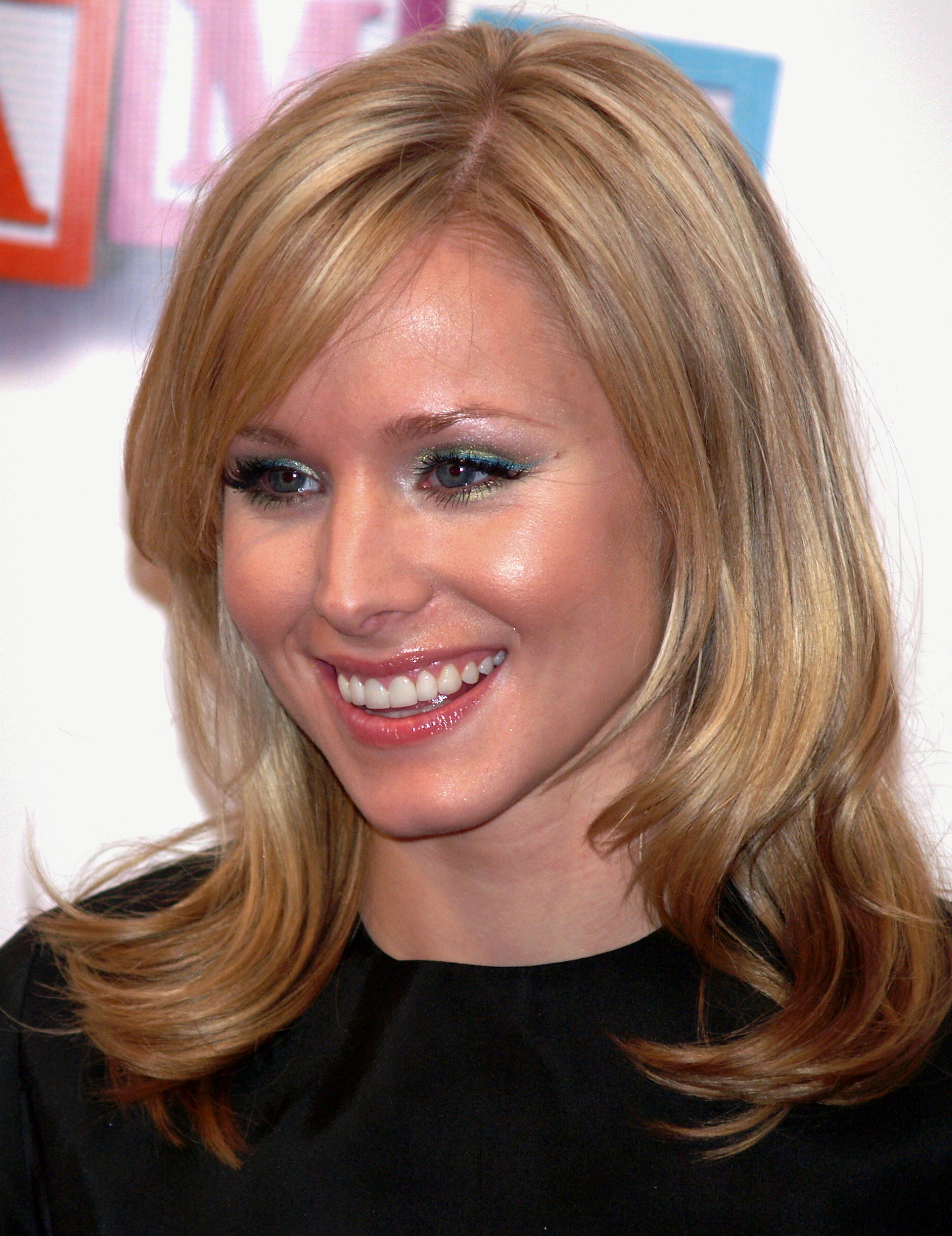
Elle Bishop
(Kristen Bell)

Elle Bishop ist die Tochter des Vertriebsleiters der Scheinfirma Primatech Paper und Chefs der Company, Bob Bishop. Ihre außergewöhnliche Fähigkeit besteht darin, dass sie elektrischen Strom erzeugen und manipulieren kann. Sie ist daher befähigt, anderen Menschen Stromschocks zu verpassen. Anfangs arbeitete sie aufopfernd für die Company, als sie dann aber von Noah Bennet hört, dass sie der Grund sei, warum er Claire vor der Organisation verheimlicht habe, distanziert sie sich von ihrem Vater und agiert vorerst auf eigene Faust.
Sylar tötet sie im Verlauf der dritten Staffel, obwohl er zwischenzeitlich gelernt hat, Hero-Fähigkeiten zu übernehmen, ohne den Besitzer der Fähigkeit töten zu müssen.
Emma Coolidge
Emma Coolidge arbeitet im gleichen Krankenhaus wie Peter Petrelli. Sie hat die Fähigkeit Schallwellen zu sehen und zu manipulieren. Hören kann sie diese nicht, da sie taub ist.
Monica Dawson
Monica Dawson ist Angestellte einer Schnellrestaurantkette. Sie ist die Cousine (und Tochter der Gastmutter) von Micah Sanders. Ihre Fähigkeit besteht darin, dass sie schon einmal gesehene Aktionen durch reine Beobachtung und ohne Übung in die Tat umsetzen kann.
Simone Deveaux
Simone ist eine Kunsthändlerin, die die Bilder ihres Ex-Freundes Isaac Mendez verkauft, ohne anfangs zu glauben, dass diese die Zukunft zeigen. Sie hat eine kurzzeitige Affäre mit Peter Petrelli, der ihren Vater Charles Deveaux (Richard Roundtree) im Sterbebett pflegte. Wegen dieser Affäre gibt es mehrmals heftigen Streit zwischen Peter und Isaac. Später wird sie von Isaac versehentlich bei einem Streit zwischen ihm und Peter erschossen, da dieser sich unsichtbar gemacht hatte.
Maya Herrera
Maya und ihr Zwillingsbruder Alejandro treten ab der 2. Staffel auf. Sie kommen aus Südamerika. Nach der Hochzeit von Alejandro sieht Maya, wie die Braut ihres Bruders fremdgeht. Aus Wut setzt sie zum ersten Mal ihre Kräfte unbewusst ein. Ihre Gabe besteht darin, dass sich ihre Augen schwarz färben und sie allen Menschen in der näheren Umgebung die Luft zum Atmen nimmt, sodass diese meist qualvoll ersticken. Ausgelöst wird diese Kraft, sobald Maya in Panik gerät oder wütend wird. Hält ihr Bruder sie aber fest, so übertragen sich die schwarzen Augen auf ihn und er bringt diese gefährliche Kraft unter Kontrolle.
Nachdem sie alle Leute auf der Hochzeit getötet hat, flieht sie mit ihrem Bruder Richtung USA, um Dr. Suresh zu finden, von dem sie hofft, dass er sie heilen kann. Sie kann ihre Kraft zu Beginn nicht kontrollieren und setzt diese unbewusst bei emotionalen Ereignissen ein, wobei ihr Alejandro immer wieder hilft, ihre Fähigkeiten zu stoppen.
Auf dem Weg zur Grenze lesen sie den verletzten Sylar auf und führen ihren Weg mit ihm fort, da er ihnen erzählt, er sei ein Freund von Dr. Suresh und könne sie dorthin führen. Auf dem Weg wird sie immer wieder von ihrem Bruder vor Sylar gewarnt, aber sie hört nicht auf ihn, da Sylar sie manipuliert und ihr sagt, er könne ihr vermitteln, wie sie ihre Kräfte beherrscht.
Sylar hat allerdings den Plan, ihre Fähigkeiten zu stehlen.
Er schafft es, die Geschwister auseinanderzubringen und tötet schließlich auch Alejandro, was Maya jedoch erst später erfährt.
Nachdem sie das Labor von Dr. Suresh erreichen, erschießt Sylar Maya, damit er das Serum, das ihn heilen soll, an ihr ausprobieren kann. Durch dieses Serum überlebt sie den tödlichen Schuss und Sylar verschwindet mit dem Serum.
In der dritten Staffel versucht sie, mit Mohinders Hilfe ihre Fähigkeit loszuwerden. Später ist es jedoch Arthur Petrelli, der ihr ihre Fähigkeit entzieht.
Ando Masahashi

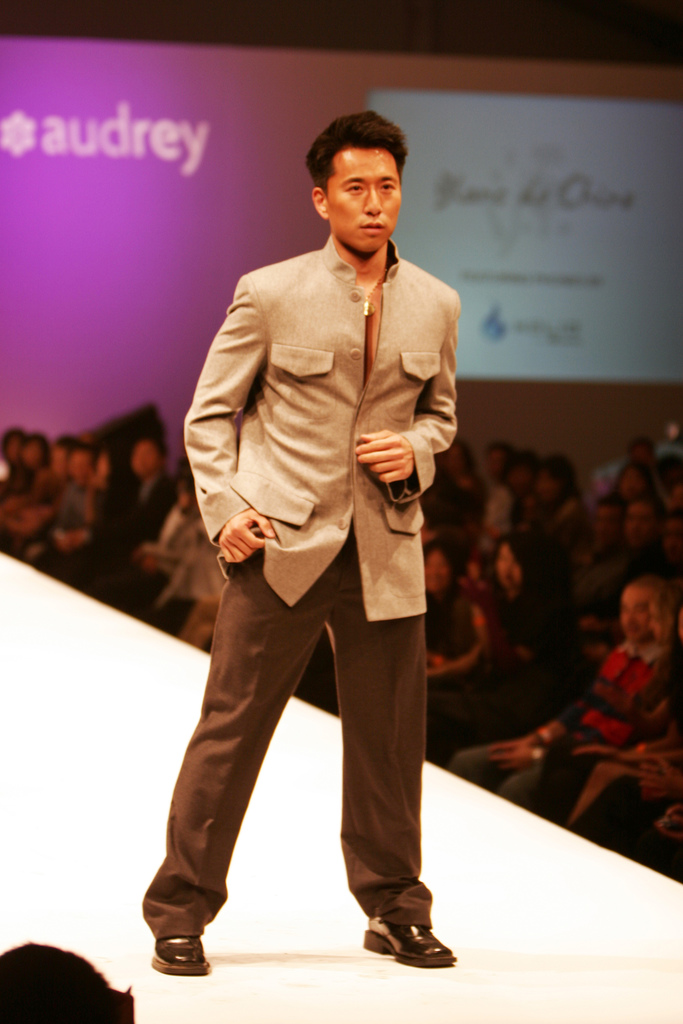
Ando Masahashi
(James Kyson Lee)

Ando Masahashi ist Hiros bester Freund. Trotz einiger Zweifel an dessen neu gewonnenen Kräften reist er mit ihm in die USA, um dort die Explosion zu verhindern.
In der zweiten Staffel versucht er zusammen mit einem Laboranten, Hiros Schriftrollen aus der Vergangenheit zu lesen.
In der Zukunft der 3. Staffel scheint Ando seinen Freund Hiro durch rote Blitze, die er aus seinen Fingern schleudert, zu töten, da er sich die Fähigkeit aneignet, andere Fähigkeiten zu verstärken, die er auch begrenzt offensiv anwenden kann, um Gegner wegzuschleudern. Um Hiro zu retten, nimmt er im Laufe der dritten Staffel das Serum zu sich, welches ihm auch eine Kraft verleiht. Er kann die Kräfte anderer Personen enorm verstärken, wodurch er „Speedster“ Daphne so schnell machen kann, dass sie in der Zeit zurückreisen und Hiro aus der Vergangenheit holen kann, in der dieser feststeckte, da Arthur Petrelli ihm seine Kräfte nahm.
In Staffel 4 erwähnt er, dass er Dinge mit seiner Fähigkeit auch erhitzt. Des Weiteren manipuliert er in derselben Staffel zweimal ein Türschloss und heilt Hiro von seiner Verwirrung.
Isaac Mendez
Isaac ist ein heroinabhängiger Maler. Unter Drogeneinfluss malt er Bilder und Comics, die die Zukunft zeigen. Da er sich nicht daran erinnern kann, die Gemälde erschaffen zu haben, fürchtet er sich vor sich selbst und glaubt, verrückt zu sein. Er war für eine lange Zeit mit Simone zusammen. Im Laufe der ersten Staffel lernt er mit Hilfe von Eden und Mr. Bennet, seine Kräfte ohne Drogen zu nutzen und zu kontrollieren. Er wird aber später von Sylar getötet.
Damit endet die von ihm geschaffene Comic-Serie, die die Geschehnisse um die Heroes vorhersagt. Gegen Ende der 3. Staffel erfährt man, dass er kurz vor seiner Ermordung einem Fahrradkurier ein Paket mit Skizzen anvertraute, welche die Comic-Serie fortführen würde. Diese fallen Matt und Ando in die Hände, wodurch sie Hiro später retten können.
Adam Monroe
Adam Monroe alias Takezo Kensei ist ein legendärer Schwertkämpfer aus dem Japan des 17. Jahrhunderts – der legendäre Schwertkämpfer, dessen Schwert Hiro stiehlt. Doch in der Realität des 17. Jahrhunderts erweist er sich als ein gar nicht so bravouröser Engländer, der jedoch die Fähigkeit der Selbstheilung besitzt. Zu Beginn arbeiten er und Hiro zusammen, damit er der Held wird, den Hiro von seinen berühmten Geschichten kennt. Allerdings bemerkt Takezo eines Tages, dass Hiro sich in die Prinzessin, die er auch liebt und die eigentlich für ihn bestimmt ist, verliebt hat. Er sieht, wie sich Hiro und die Prinzessin küssen. Daraufhin zerbricht die Freundschaft zwischen den beiden, Takezo wechselt die Seiten und schließt einen Pakt mit dem Feind. Hiro glaubt zunächst, dass Takezo in einer heftigen Explosion ums Leben kam, jedoch konnte er überleben. Dadurch, dass er durch diese Regenerationsfähigkeit äußerst alt werden kann, hat Adam/Takezo bis in die heutige Zeit überlebt (er ist zirka 400 Jahre alt, äußerlich hat er sich aber nicht verändert). Schließlich benutzt er Peter Petrelli, ohne dass dieser es zunächst ahnt, um ein gefährliches Virus freizusetzen, das die Welt säubern und so „retten“ soll. Dieses Vorhaben scheitert jedoch in letzter Sekunde, als Peter die Wahrheit erkennt. Um ihn „unschädlich“ zu machen, verfrachtet Hiro ihn bei lebendigem Leibe in einen Sarg. In der dritten Staffel wird er von Hiro wieder befreit, jedoch kurze Zeit später von Arthur Petrelli getötet.
Die Figur ist vermutlich an William Adams angelehnt. Hierfür sprechen zumindest die Namensähnlichkeit, der historische Zeitpunkt und der Umstand, dass auch William Adams später einen japanischen Namen (Miura Anjin) erhielt.
Hiro Nakamura

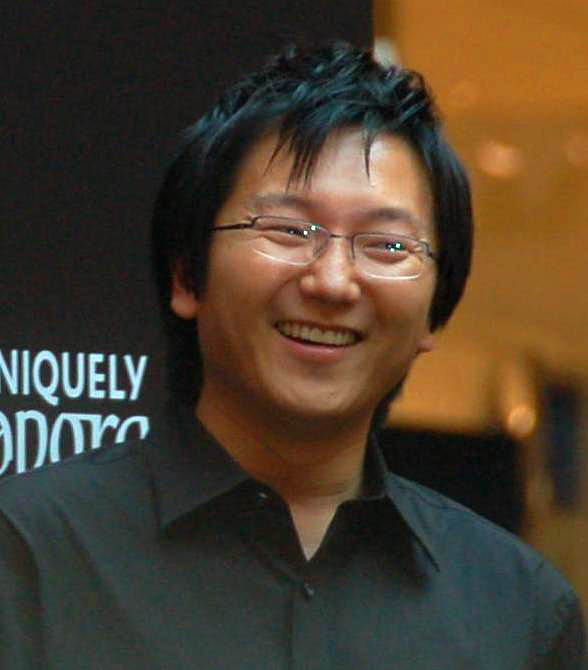
Hiro Nakamura
(Masi Oka)

Hiro ist ein japanischer Büroangestellter, der in der Lage ist, das Raum-Zeit-Kontinuum zu krümmen und somit durch Raum und Zeit zu reisen. So gelingt es ihm, sich einige Wochen in die Zukunft auf den Times Square nach New York zu begeben. Im letzten Moment kann er den Folgen einer atomaren Explosion entgehen, indem er durch Raum und Zeit zurück nach Japan reist. Er betrachtet sich als Held und versucht alles, um diese Explosion zu verhindern. Sein Arbeitskollege und Freund Ando Masahashi glaubt ihm zunächst nicht, lässt sich aber durch eine Rettungsaktion überzeugen, in der Hiro seine Kräfte unter Beweis stellt. So folgt er ihm in die USA, um ihm zu helfen.
Hiro Nakamura orientiert sich an den Geschichten eines von Isaac Mendez gezeichneten Comics. Er ist es auch, der in einer späteren Episode aus der Zukunft kommt, um Peter Petrelli die Botschaft „Save the cheerleader, save the world“ zu übermitteln.
In der englischen Version sprechen die japanischen Charaktere Japanisch mit englischsprachigen Untertiteln. Hiro selbst ist in der Serie ein überzeugter Star-Trek-Fan, der anfangs die Leute mit dem von Mr. Spock bekannten vulkanischen Gruß begrüßt. Die Rolle von Hiros Vater wird von George Takei gespielt, der vor allem durch die Darstellung des Mr. Sulu in Star Trek bekannt ist. Hiros Vater ist ebenfalls mit Primatech verwickelt. In der vorletzten Folge des dritten Kapitels (erster Teil der dritten Staffel) werden Hiro seine Fähigkeiten durch Arthur Petrelli entzogen. Hiro bleibt in der Vergangenheit gefangen. Im weiteren Verlauf der dritten Staffel wird er von Ando und Daphne gerettet und kehrt in die Gegenwart zurück. Daraufhin begibt er sich gemeinsam mit Daphne zu Pinehearst, beschafft sich die Formel und vernichtet sie, um seine Bestimmung, die Welt zu retten, zu erfüllen.
Später wird seine Fähigkeit durch das Kind von Matt Parkman reaktiviert, das Dinge an- und ausschalten kann, sogar ohne Strom.
Matt Parkman

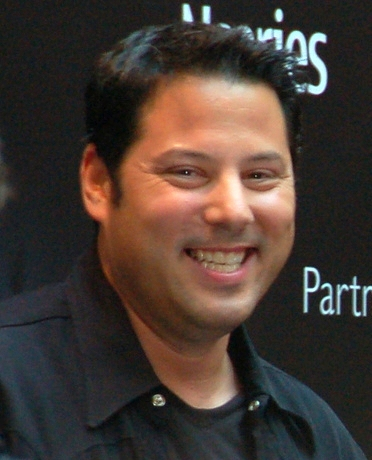
Matt Parkman
(Greg Grunberg)

Matt ist ein einfacher Polizist, der sich in einer Ehe- und beruflichen Krise befindet. Während eines Einsatzes hört er die Gedanken eines Mädchens (Molly), das sich versteckt hat und kann es auf diese Weise finden. Wegen seiner Gabe wird er zum FBI beordert, denn die Fähigkeit, die Gedanken anderer zu lesen und so Wahrheit und Lüge zu unterscheiden, macht ihn zum perfekten Ermittler. Dessen ungeachtet bestehen seine beruflichen Probleme weiterhin, da der Legastheniker zum wiederholten Male die Prüfung zum Detective nicht besteht. Im Laufe der 2. Staffel bemerkt Matt, dass er Personen kontrollieren kann, indem er ihnen Gedanken „in den Kopf setzt“. Diese Gabe hat er vermutlich von seinem Vater geerbt, der seine Fähigkeiten so weit entwickelt hat, dass er anderen Menschen Illusionen ins Gehirn pflanzen und sie darin gefangen halten kann. Als auch Molly Walker in diesen Bann fällt und tagelang im Koma liegt, rettet Matt sie, indem er wiederum seinen Vater in eine dieser Illusionen einsperrt.
In der 3. Staffel wird er nach Afrika teleportiert. Dort hat er einen Visionstraum von der schrecklichen Zukunft, aber auch von seiner späteren Frau (Daphne) und seinen Kindern. Als er nach Amerika zurückkehrt, trifft er Daphne und verliebt sich auf Anhieb. Matt, Daphne und Ando helfen Hiro, seine Bestimmung zu erfüllen und die Welt zu retten, indem er die Formel vernichtet. Später wird Matt mit vielen anderen Heroes in ein Flugzeug gebracht, das durch Claire und Peter zum Absturz gebracht wird. Matt, Hiro und Mohinder überleben und treffen auf Daphne, die angeschossen wird und damit scheinbar tot ist. Matt, Peter und Mohinder gehen in ein Hotel, in dem sich Noah Bennet befindet. Matt dringt in seine Gedanken ein und sieht, dass Daphne nicht tot, sondern nur schwer verletzt ist.
In der vierten Staffel ist er wieder mit seiner Frau zusammen und erzieht mit ihr seinen Sohn.
Angela Petrelli

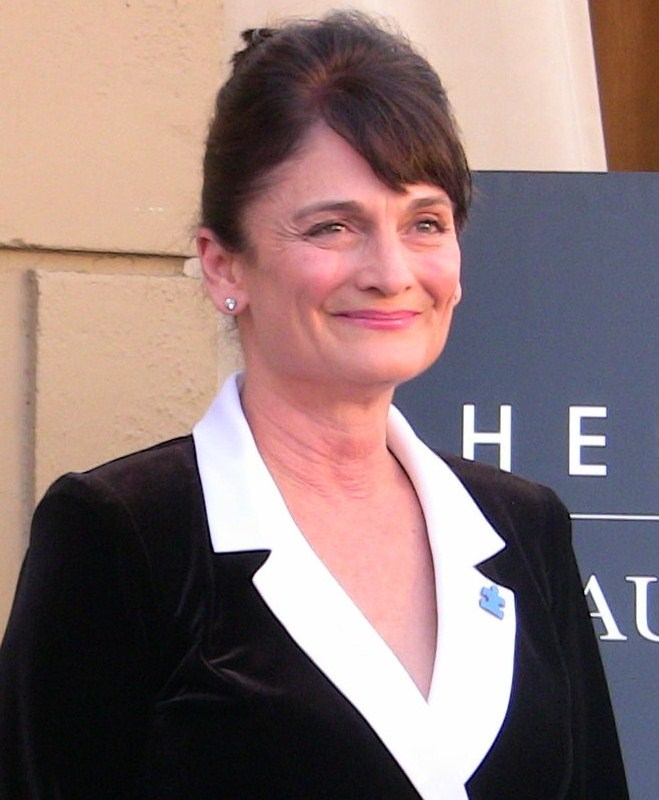
Angela Petrelli
(Cristine Rose)

Angela Petrelli ist die Mutter von Nathan und Peter und somit auch die leibliche Großmutter von Claire Bennet. Sie ist Gründungsmitglied der Firma. Sie verfolgt in der ersten Staffel das Ziel, New York zu vernichten. Sie arbeitet, wie sich später herausstellt, mit dem Haitianer zusammen und weiß mehr, als man zunächst vermutet. Es wird vermutet, dass sie die Kraft hat, andere dazu zu bewegen, bestimmte Handlungen durchzuführen, was bis dato aber noch nicht geklärt ist.
In der dritten Staffel erfährt man, dass sie die Fähigkeit hat, die Zukunft zu träumen. Außerdem wird während dieser Staffel offenbart, dass ihr tot geglaubter Ehemann Arthur Petrelli nicht an einem Herzinfarkt gestorben ist, sondern durch Angela vergiftet wurde, da dieser plante, ihren Sohn Nathan zu töten. Des Weiteren erfährt Sylar zu Beginn, dass sie seine leibliche Mutter ist, was sich jedoch im Verlauf der dritten Staffel als Lüge herausstellt. Daraufhin wird sie von Sylar als Geisel gehalten.
Nathan Petrelli

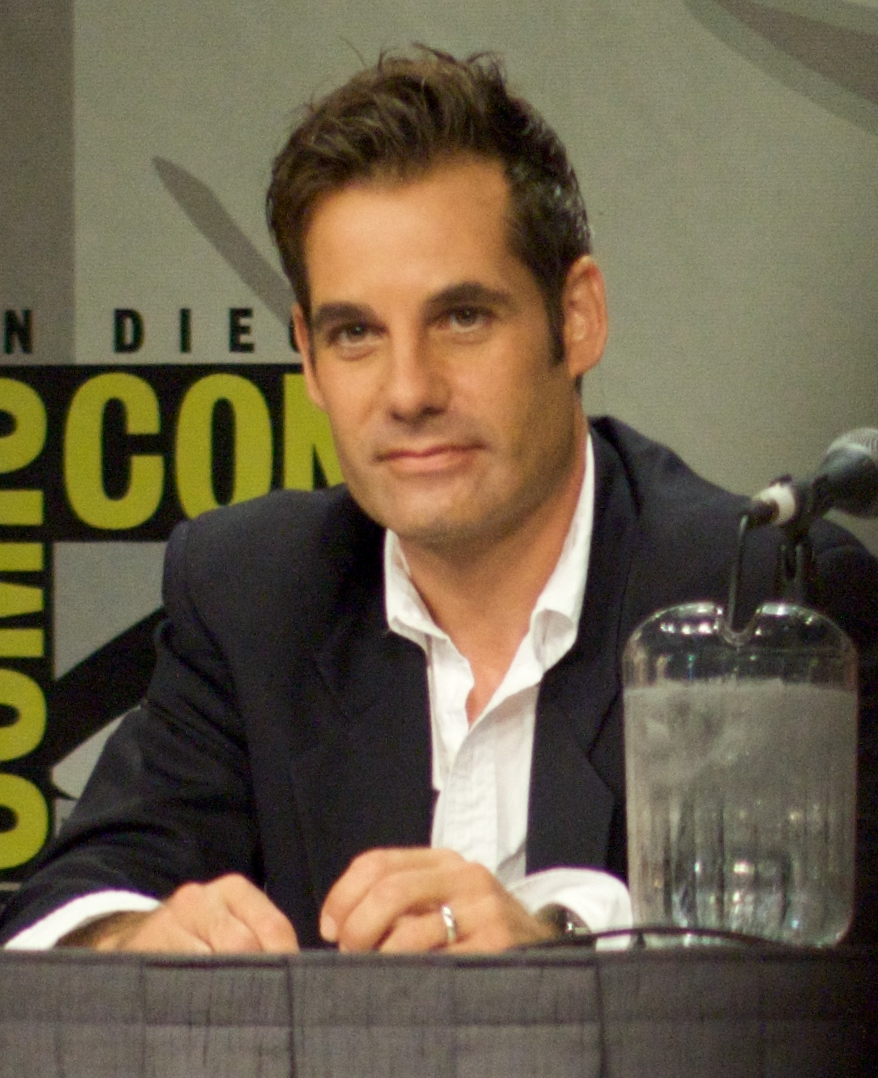
Nathan Petrelli
(Adrian Pasdar)

Nathan ist ein ehrgeiziger Politiker, für den der berufliche Erfolg zunächst wichtiger ist als familiäre Rücksichten. Er kann fliegen, versteckt diese Fähigkeit jedoch vor der Öffentlichkeit. Mr. Linderman (Malcolm McDowell), ein Mann von großer finanzieller und politischer Macht, verschafft Nathan Petrelli die Gelder für seinen Wahlkampf, um ihn an sich zu binden. Nathan ist somit gezwungen, jede politische Handlung seines Gönners zu legitimieren. Er ist der leibliche Vater von Claire Bennet. Er hat zwei Söhne und eine Frau namens Heidi, die im Rollstuhl saß. Trotz seiner kühlen Art liebt er seinen Bruder sehr und kommt Peter am Ende zu Hilfe, als dieser droht, zu explodieren.
Er wird am Ende der 2. Staffel von einem unbekannten Attentäter niedergeschossen, als er versucht, der Welt seine Fähigkeit mitzuteilen. Später stellt sich heraus, dass der Attentäter Peter aus der Zukunft war. Allerdings wird er zurück ins Leben geholt, entscheidet sich dann, der Welt doch nichts von den Heroes zu erzählen und nimmt schließlich seine politische Laufbahn wieder auf.
Dabei hat er Visionen von Mr. Linderman, den er als einziger sehen kann. Er wird Senator und lernt Tracy Strauss kennen. In der Zukunft ist er Präsident und Tracy die First Lady.
Schließlich findet er heraus, dass er seine Fähigkeit, zu fliegen, nur durch die DNS-Manipulation Dr. Zimmermans hat.
Seine Visionen von Linderman werden von Maury Parkman erzeugt, der für Nathans Vater (einen mächtigen Hero) arbeitet.
Gegen Ende der 3. Staffel erzählt Nathan dem Präsidenten der USA, dass Menschen mit Fähigkeiten existieren und dass diese zur Sicherheit aller in eine spezielle Einrichtung gebracht werden sollten. Diesem Wunsch wird entsprochen und es werden nacheinander Menschen festgenommen. Im Laufe der Staffel gesteht er sich ein, dass sein Projekt ein Fehler war, zusätzlich findet man heraus, dass er ebenfalls Fähigkeiten besitzt. Am Ende der Staffel wird er von Sylar getötet, aber von Matt Parkman in Sylars bewusstlosen Körper transferiert. In der vierten Staffel begeht er Selbstmord, da Sylar Matts Geist verlassen und in Nathan ist, der nun mit Sylar um den Körper ringt. Sylar überlebt, Nathan stirbt dabei.
Peter Petrelli

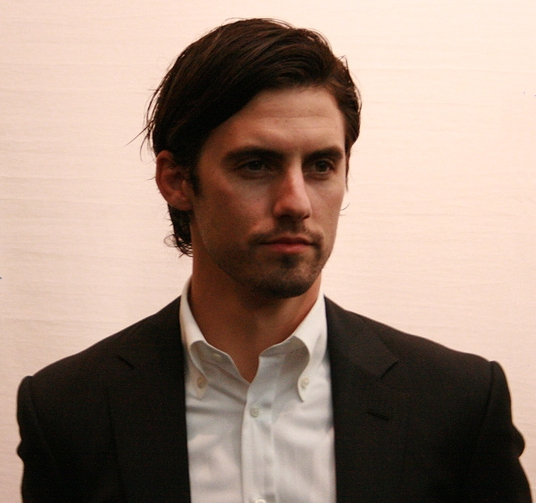
Peter Petrelli
(Milo Ventimiglia)

Peter ist ein Krankenpfleger aus New York. Seine Gabe besteht darin, die Fähigkeiten anderer Heroes zu kopieren, wenn er sich in deren Nähe befindet. Dabei übernimmt sein Körper diese Kräfte auf Dauer. Somit ist Peter in der Lage, auf alle Fähigkeiten derer, mit denen er schon einmal Kontakt hatte, zurückzugreifen.
Seine Fähigkeit entdeckt er zu Beginn der 1. Staffel in der Nähe seines Bruders Nathan. Fälschlicherweise nimmt er zunächst an, dass er dieselbe Gabe wie sein Bruder habe. Dann bemerkt er in der Wohnung von Isaac Mendez, dass er wie dieser die Zukunft malen kann. Jedoch hat er Schwierigkeiten, seine Fähigkeiten zu kontrollieren. Claude, ein ehemaliger Primatech-Mitarbeiter, fungiert hier als Mentor, verlässt Peter aber, bevor er vollständig lernt, seine Kräfte zu kontrollieren. Es wird viel spekuliert, wie er die Fähigkeiten übernimmt und einsetzt, wie zum Beispiel, dass er sich an das Gefühl erinnern müsse, das er beim Treffen der Person hatte. Es wird nie vollständig geklärt, der These widerspricht aber, dass er in der zweiten Staffel, als er das Gedächtnis verliert, einige Fähigkeiten einsetzen kann, zumal er nicht alle seine Kräfte immer bewusst einsetzt.
Er wird zu Beginn der 3. Staffel von seinem zukünftigen Ich in den Körper von Jesse Murphy eingeschlossen. Danach übernimmt der zukünftige Peter seine Rolle. Nachdem er aus dem Körper von Jesse befreit wird, zeigt ihm der zukünftige Peter die Zukunft, in der durch eine bestimmte Formel alle Menschen Fähigkeiten bekommen können. Nachdem der zukünftige Peter von der zukünftigen Claire erschossen wird, flüchtet Peter zu Sylar, da er diesen aufsuchen sollte. Dort angekommen will er sich die ursprüngliche Fähigkeit von Sylar nehmen, um alles besser verstehen und somit den Verfall der Welt aufhalten zu können. Allerdings bekommt er mit dessen Fähigkeit auch den unkontrollierbaren Hunger, der Sylar andauernd morden lässt. Nachdem er schließlich den zukünftigen Nathan umbringt, geht er zurück in die Gegenwart, um dort Sylar zu konfrontieren. Dort tötet er fast seine Mutter, bis er schließlich von Sylar überwältigt wird. Als er sich einige Zeit später auf den Weg zu Pinehearst macht, trifft er dort auf seinen totgeglaubten Vater. Dieser beraubt ihn all seiner Fähigkeiten. Als Sylar auf Geheiß seiner Mutter kommt, um Peter zu retten, wird er von Arthur beeinflusst und wirft Peter aus dem siebten Stock. Da Sylar seinen Fall abbremst, überlebt Peter den Sturz und wird von Claire und Elle gefunden, die hoffen, von Pinehearst Hilfe zu bekommen, da ihre Fähigkeiten außer Kontrolle geraten sind. Gegen Ende der dritten Staffel spritzt sich Peter das von Mohinder weiterentwickelte Serum in den Arm, um seinen Bruder Nathan vor dem Tod zu bewahren, und erlangt eine ähnliche Fähigkeit wieder. Diese neue Fähigkeit lässt ihn durch Berührung eine Fähigkeit kopieren.
Micah Sanders
Micah ist der Sohn von Niki Sanders und D.L. Hawkins. Er ist ein Wunderkind und kann durch seine Kraft mit Maschinen und elektronischen Geräten kommunizieren und sie so beeinflussen. Diese Fähigkeit will sich Mr. Linderman am Ende der 1. Staffel zunutze machen, indem er Micah die Wahlautomaten manipulieren lässt, sodass es zu einem „Erdrutschsieg“ für Nathan Petrelli kommt.
In der 2. Staffel wohnt er bei der Großmutter seiner Cousine, Nana Dawson, die von Nichelle Nichols, besser bekannt als Lt. Uhura in der Serie Star-Trek, gespielt wird. In der 3. Staffel ist er der geheimnisvolle „Rebel“.
Niki Sanders

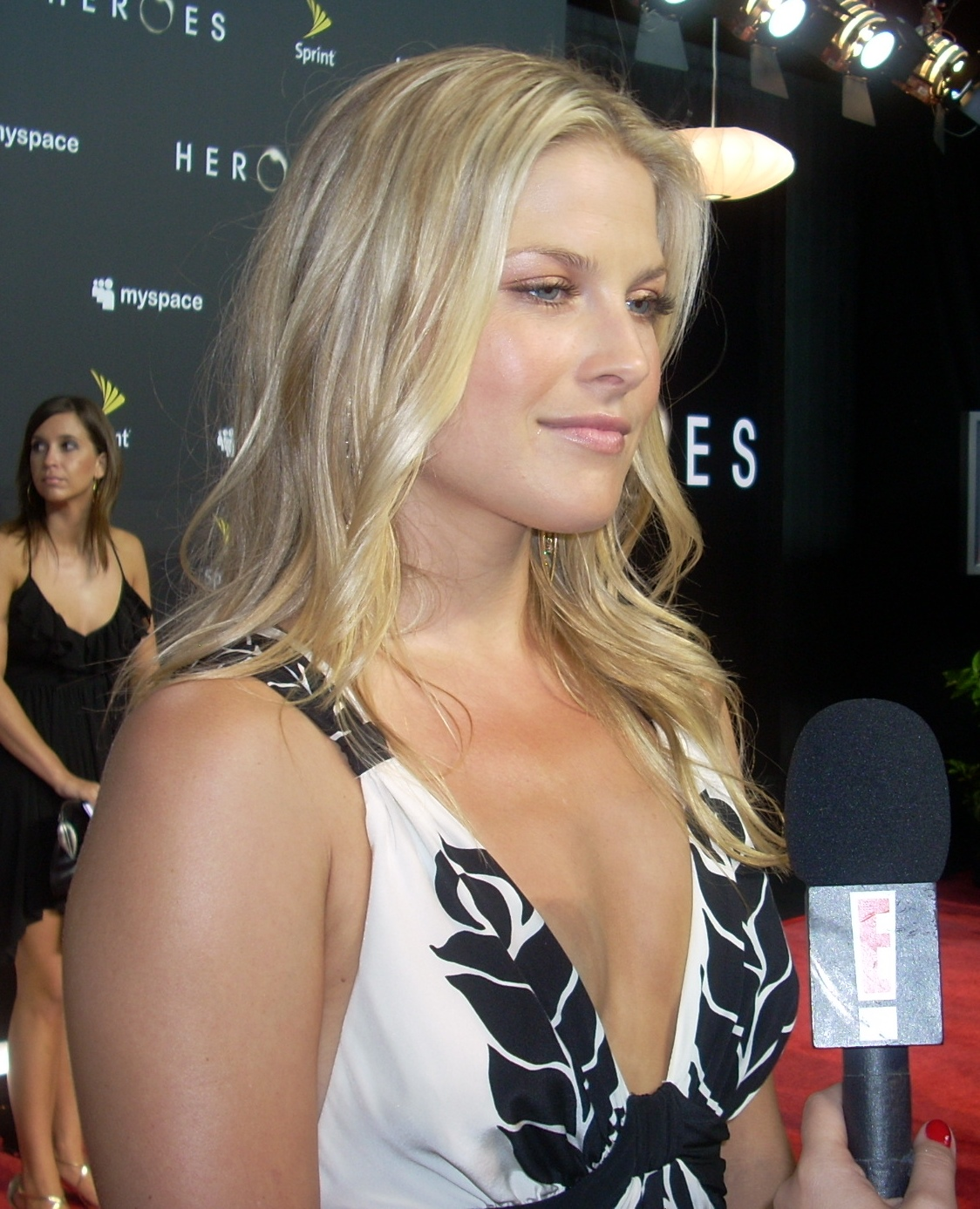
Niki Sanders bzw. Tracy Strauss (Ali Larter)

Nicole ist eine alleinerziehende Mutter, deren Mann auf der Flucht ist. Ehemals hielt sie sich und ihren Sohn durch Striptease per Internet-Webcam über Wasser. Sie hat eine Dissoziative Identitätsstörung und bildet sich ein, der Geist ihrer toten Zwillingsschwester Jessica ergreife von ihr Besitz. Eines Tages erscheinen zwei Schläger von Mr. Linderman, von dem sie sich Geld geliehen hatte, in ihrer Wohnung, um sie an ihre Schulden zu erinnern. Die zweite, rücksichtslosere Persönlichkeit, die bei dem Versuch starb, Niki vor dem Vater zu beschützen, besitzt übernatürliche Stärke und macht es sich zur Aufgabe, Niki und Micah zu beschützen. So tötet sie als erstes die beiden ungebetenen Gäste auf brutalste Art und Weise. Jessica übernimmt vorerst die Kontrolle, als Niki sich weigert, ihren Mann zu verletzen. Nachdem ihr Mr. Linderman aus dem Gefängnis hilft, arbeitet sie als Auftragskillerin für ihn. Als Jessica jedoch vor der Wahl zwischen Lindermans Geld oder dem Leben ihres Mannes steht, gibt sie Niki wieder frei. Am Ende verschmelzen die beiden zu einer gesunden Persönlichkeit, als Niki die „reale“ Jessica (Candice Wilmer als Illusion) niederschlägt. In der 2. Staffel entwickelt sie kurzzeitig eine zweite Persönlichkeit: Gina, ein Partygirl, das nur an Vergnügungen und Männern interessiert ist. Am Ende der zweiten Staffel wird sie bei der Rettung von Micah und Monica aus einem brennenden Lagerhaus von der darauffolgenden Explosion erfasst und stirbt. Zu Beginn der 3. Staffel wird offenbart, dass Nicole eine Zwillingsschwester hatte, die in der Staffel den Namen Tracy Strauss trägt und Menschen durch bloße Berührung vereisen kann. Beide sind das Resultat eines Genversuchs durch einen Arzt, der für Mr. Linderman arbeitete.
Tracy Strauss
Tracy taucht in der dritten Staffel auf und ist die Assistentin und Geliebte eines US-Gouverneurs. Sie hat das gleiche physische Aussehen wie Niki Sanders. Es stellt sich heraus, dass sie, Niki und Barbara Drillinge gewesen sind, deren DNS manipuliert wurde und die man nach der Geburt voneinander trennte. Sie wird mit der Tatsache konfrontiert, dass sie Niki Sanders sei, weiß bis dato allerdings noch nichts von ihr. In einem Ausbruch von Wut bringt sie versehentlich einen Reporter um, indem sie diesen komplett einfriert und dieser auf dem Boden in tausend Stücke zerbricht. Später trifft sie auf Nathan und geht mit ihm auf die Suche nach dem Ursprung der Fähigkeiten aller Heroes. Dabei verlieben sie sich ineinander. Als die beiden Mohinder um Hilfe bitten, nutzt er dies aus, um beide für seine Experimente gefangen zu nehmen. Sie schaffen es, zu entkommen. Daraufhin begeben sich Tracy und Nathan Petrelli zur Firma Pinehearst von Nathans Vater Arthur, wo sie Arthur überzeugt, dass Nathan das perfekte Gesicht für die Firma und deren Öffentlichkeitsarbeit wäre. Im Verlauf des großen Finales steht sie Nathan treu zur Seite und rettet ihm mittels ihrer Fähigkeit das Leben. Er feuert sie aber, nachdem er merkt, dass all seine Pläne nicht aufgehen. Tracy stiehlt daraufhin die Formel, wird aber von Hiro und Daphne aufgehalten. Nach der Explosion bei Pinehearst gabelt sie auf dem Highway den geheilten Mohinder auf. Vier Wochen später gibt Nathan dem Präsidenten Informationen über die weiterentwickelten Menschen, darunter Tracy. Nach mehrmaliger Gefangennahme durch das neue Projekt der Regierung opfert sich Tracy, um Micah alias Rebel zur Flucht zu verhelfen. Ende der dritten Staffel taucht sie unerwartet wieder auf, indem sie sich aus einem Wasserhahn tropfend wieder manifestiert.
Mohinder Suresh

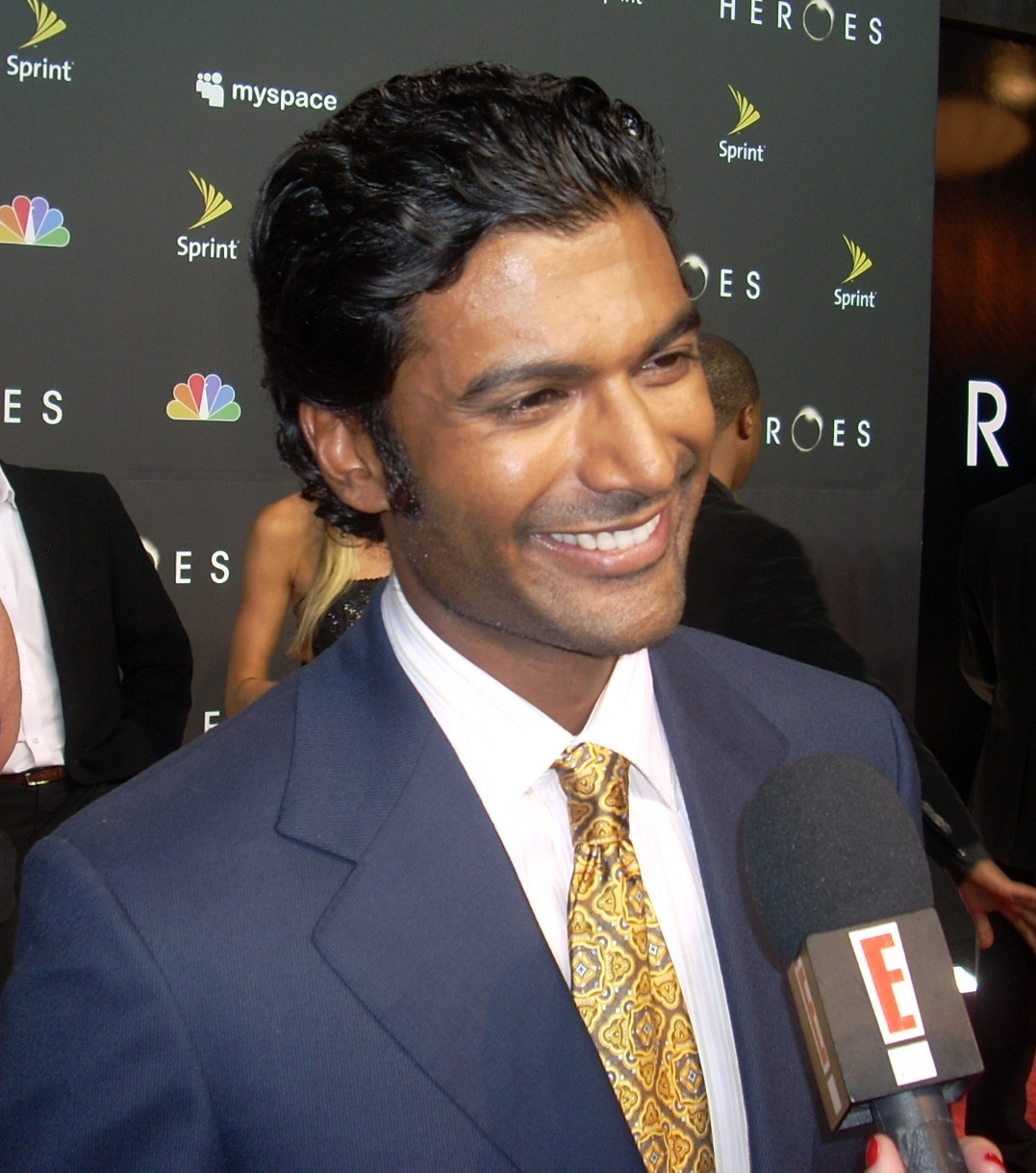
Mohinder Suresh
(Sendhil Ramamurthy)

Mohinder ist Professor für Genetik an einer Universität in Indien. Sein Vater war ebenfalls Genetiker und wollte die „Heroes“ finden. Nach dessen Tod ist Mohinder nach New York gekommen, um sich mit den Forschungen seines Vaters zu beschäftigen und Antworten zu finden, natürlich auch über den mysteriösen Tod seines Vaters. Nach und nach trifft er auf immer mehr Heroes, teilweise, ohne dies zu bemerken. Seine Nachbarin, die auch vorher die Nachbarin seines Vaters war, ist Eden McCain und ebenfalls ein Hero sowie eine gute Freundin seines Vaters. Sie tötet sich in der 1. Staffel selbst, um zu verhindern, dass Sylar ihre Fähigkeit übernehmen kann. Sein Blut beinhaltet Antikörper, die das Virus aufhalten können.
In der dritten Staffel injiziert er sich selbst eine Substanz, die einem Menschen besondere Fähigkeiten verleiht. Er bekommt unglaubliche Kräfte, allerdings folgen Nebenwirkungen. Mohinder geht zu Pinehearst und führt dort seine Forschungen die Formel betreffend weiter. Nachdem Arthur Petrelli ihm den Katalysator bringt, kann Mohinder das Serum erfolgreich fertigstellen. Das Labor samt dem ganzen Serum wird jedoch vernichtet und Mohinder wird dabei mit dem Serum infiziert. Daraufhin verschwinden seine Schuppen und Missbildungen, seine enorme Kraft bleibt ihm jedoch erhalten.
Sylar (Gabriel Gray)

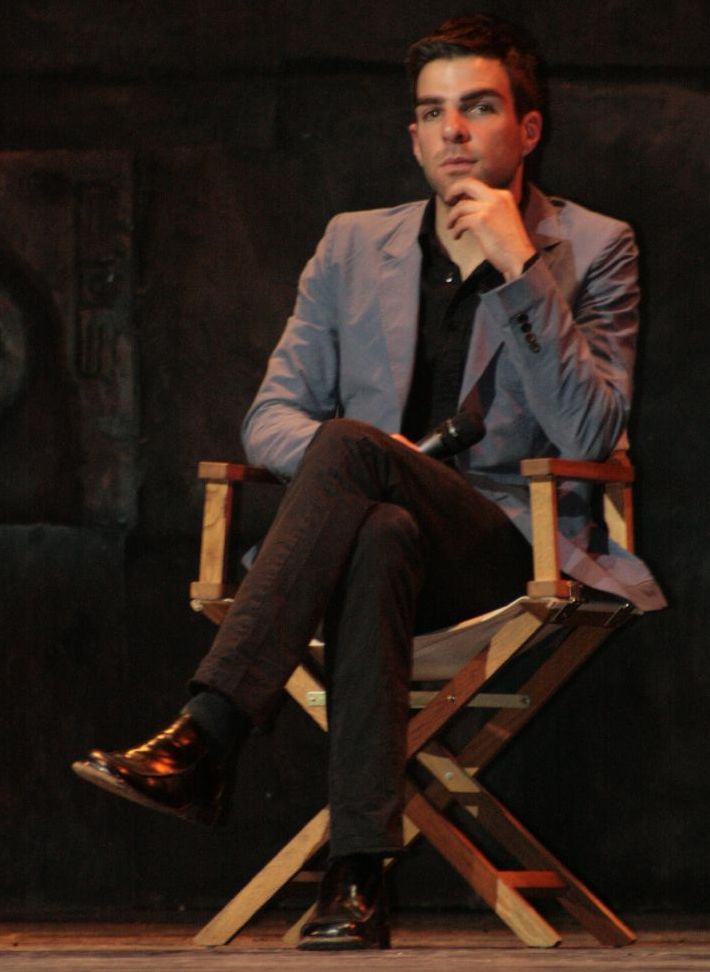
Sylar
(Zachary Quinto)

Gabriel Gray alias Sylar ist eigentlich Uhrmacher und der erste Hero, den Chandra Suresh ausmachen konnte. Er besitzt die Fähigkeit, zu erkennen, wie Mechanismen oder Organismen in ihrem Innersten funktionieren. Seine Fähigkeiten sind anderen Ursprungs als die der anderen Heroes. Während die Fähigkeiten der Anderen in ihrer DNS gespeichert sind, so sind seine nicht mit den üblichen Mitteln zu erkennen. Er tötet andere Heroes, öffnet ihre Schädel und sieht sich die Gehirnstruktur an. Dadurch kann er deren Fähigkeiten adaptieren und kontrolliert sie besser als seine Opfer. Anfangs öffnet er deren Köpfe noch mit Hilfsmitteln und Werkzeugen, später erhält er jedoch eine Fähigkeit, mit der er die Köpfe seiner Opfer einfach „aufsägen“ kann. Weil er darunter leidet, in den Augen der Menschen nichts Besonderes zu sein, denkt er, dass die anderen Heroes ihre Fähigkeiten nicht verdient hätten. Deshalb macht er sich anhand von Sureshs Liste auf die Jagd nach anderen Helden und sammelt deren Gaben. Sylar war derjenige, der Mohinders Vater Chandra Suresh tötete. In einer alternativen Zukunft hat er die Fähigkeit der Suggestion, daher gelang es ihm, sich als Nathan auszugeben und ist damit Präsident der Vereinigten Staaten geworden. Diese Fähigkeit erhielt er von einer Mitarbeiterin der Firma, die diese Fähigkeit beherrscht. Sylar benutzt häufig Telekinese, die erste Fähigkeit, die er erhielt. Er ist außerdem fähig, sich geräuschlos zu bewegen, besonders gut zu hören, Dinge zu schmelzen, sich radioaktiv aufzuladen und er verfügt über ein besonders gutes Gedächtnis. Am Ende der ersten Staffel wird er von Hiro mit einem Schwert aufgespießt und ist scheinbar tot. In der zweiten Staffel wird er von der Firma behandelt und geheilt, bekommt aber das Shanti-Virus injiziert, das ihm seine Kräfte raubt. Durch ein Serum von Mohinder Suresh, das von ihm gestohlen wird, kann er am Ende von Staffel 2 seine Kräfte zurückbekommen.
Anfang der dritten Staffel schafft er es schließlich, sich Claires Regenerationsfähigkeiten anzueignen und erfährt, dass Angela und Arthur Petrelli seine leiblichen Eltern sind. Dies erweist sich jedoch im Verlauf der dritten Staffel als Lüge, nachdem Sylar sich die Fähigkeit aneignet, zu erkennen, wann Menschen lügen. Daraufhin tötet er Arthur Petrelli, indem er ihm eine Kugel aus Peter Petrellis Pistole in den Kopf schießt und nimmt unter anderem Angela Petrelli als Geisel. Gegen Ende der dritten Staffel versucht Claire, Sylar zu stoppen, indem sie ihm eine Glasscherbe in den Hinterkopf rammt. Zu Beginn des 2. Teils (Volume) der 3. Staffel sieht man, dass Sylar jedoch überlebt hat. Er macht sich auf die Suche nach seinem leiblichen Vater. In der ersten Folge des 2. Teils der 3. Staffel begegnet er seinem Onkel, dieser betreibt einen Uhrenladen. Nach einem kurzen Gespräch gibt ihm sein Onkel die Adresse des Hauses, wo sein Vater wohnen soll. Sylar will seinen Onkel, nachdem ihm dieser die Adresse gegeben hat, töten, jedoch verschont er ihn. Als Sylar beim Haus seines Vaters ankommt, trifft er nicht auf seinen Vater, sondern auf eine Spezialeinheit. Diese schießt auf ihn mit neuartigen Elektrowaffen, aufgrund seiner Fähigkeiten gelingt es Sylar jedoch, die Spezialeinheit auszuschalten. Einen Agenten behält er als Geisel. Mit diesem geht er ins gegenüberliegende Nachbarhaus und beginnt, ihn unter Folter auszufragen. Sylar erfährt dadurch, dass eine neue geheime Organisation gegründet worden ist (von Nathan Petrelli im Auftrag des Präsidenten), die den Auftrag hat, alle Personen mit Fähigkeiten einzufangen und an einen geheimen Ort zu bringen. Gerade als Sylar den Agenten töten will, kommt die Eigentümerin des Hauses mit ihrem Stiefsohn herein. Sylar wendet seine Fähigkeiten an und hält beide fest. Es stellt sich heraus, dass der Stiefsohn ebenfalls über eine besondere Fähigkeit verfügt: Er kann aus seinen Händen einen Hitzestrahl absondern, der Dinge zum Kochen oder Schmelzen bringt. Als Sylar mit dem Stiefsohn diskutiert, befreit sich der Agent und wird vom Stiefsohn per Hitzestrahl getötet. Gemeinsam mit dem Stiefsohn macht sich Sylar auf die Suche nach seinem Vater. Schließlich findet er seinen Vater, der ebenfalls wie Sylar mehrere Kräfte sammeln konnte. Da dieser todkrank ist und sieht, dass Sylar Heilungskräfte besitzt, versucht er, sich dieser zu bemächtigen, doch Sylar ist stärker und lässt am Ende seinen Vater allein sterbend zurück.
Im Laufe der dritten Staffel bemächtigt er sich der Fähigkeit, durch Berührung einer Person deren Aussehen zu kopieren. Der Versuch, den Präsidenten zu kopieren, scheitert jedoch. Er tötet Nathan Petrelli, bekommt aber von Matt Parkman die Illusion eingepflanzt, er sei Nathan Petrelli und hat dessen Erinnerungen und Erscheinung angenommen.

### Nebenfiguren
Charlene „Charlie“ Andrews
Charlene „Charlie“ Andrews ist eine Kellnerin im Burnt Toast Diner. Sie hat ein perfektes Gedächtnis und eine übernatürlich schnelle Auffassungsgabe, weshalb sie nach einem kurzen Auftritt in der Serie von Sylar getötet wird, der sich ihrer Fähigkeit bemächtigen will. Hiro, der sich in sie verliebt hatte, reist in die Vergangenheit, um sie zu retten. Als sie dem völlig verzweifeltem Hiro offenbart, ohnehin an einer unheilbaren Erkrankung der Hirnschlagader zu sterben, verliert dieser für längere Zeit die Beherrschung seiner Fähigkeiten.
Lyle Bennet
Lyle Bennet ist Claires jüngerer Adoptivbruder. Nachdem er von ihren Heilungskräften erfährt, wird er im Auftrag seines Vaters einer Gehirnwäsche unterzogen.
Robert Bishop
Robert Bishop übernimmt in der zweiten Staffel die Leitung der Firma Primatech Paper. Er stellt sich allen immer als „Bob“ vor und scheint immer und überall seine Finger im Spiel zu haben. Er hat die Fähigkeit, Gegenstände in Gold zu verwandeln. Er stellt Mohinder Suresh ein, damit dieser mit dem Virus experimentiert bzw. ein Gegenmittel für das Virus findet. Er war zusammen mit Peters Eltern, Hiros Vater, Matts Vater, Mr. Linderman etc. einer derjenigen, die das Virus damals entwickelten. Adam Monroe versucht, ihn töten zu lassen, dies kann aber verhindert werden. Mr. Bennet versucht die ganze Zeit über, Bobs Company zu zerschlagen, am Ende scheint es allerdings so, als ob beide wieder zusammenarbeiten.
In der dritten Staffel wird Bob von Sylar getötet der sich dessen Fähigkeit aneignet.
Steven Canfield
Er steht in den Akten von Noah Bennet und war einmal Gefangener von Level 5. Er hat die Fähigkeit, schwarze Löcher zu erzeugen. Bei einem Nachbarschaftsstreit hat er so versehentlich seinen Nachbarn getötet. Claire spürt ihn auf, um ihn zurück zu Level 5 zu bringen, allerdings merkt sie dann, dass er ein liebenswürdiger Familienvater ist, der niemandem schaden wollte und nur zu seiner Familie zurückwill, die sich allerdings vor ihm fürchtet. Zur gleichen Zeit wird er von Mr. Bennet und Sylar aufgespürt. Mr. Bennet versucht, mit dessen Fähigkeit Sylar zu vernichten. Als er ihn allerdings auffordert, Sylar zu töten, weigert sich dieser und lässt sich von seinem eigenen schwarzen Loch einsaugen.
D.L. Hawkins

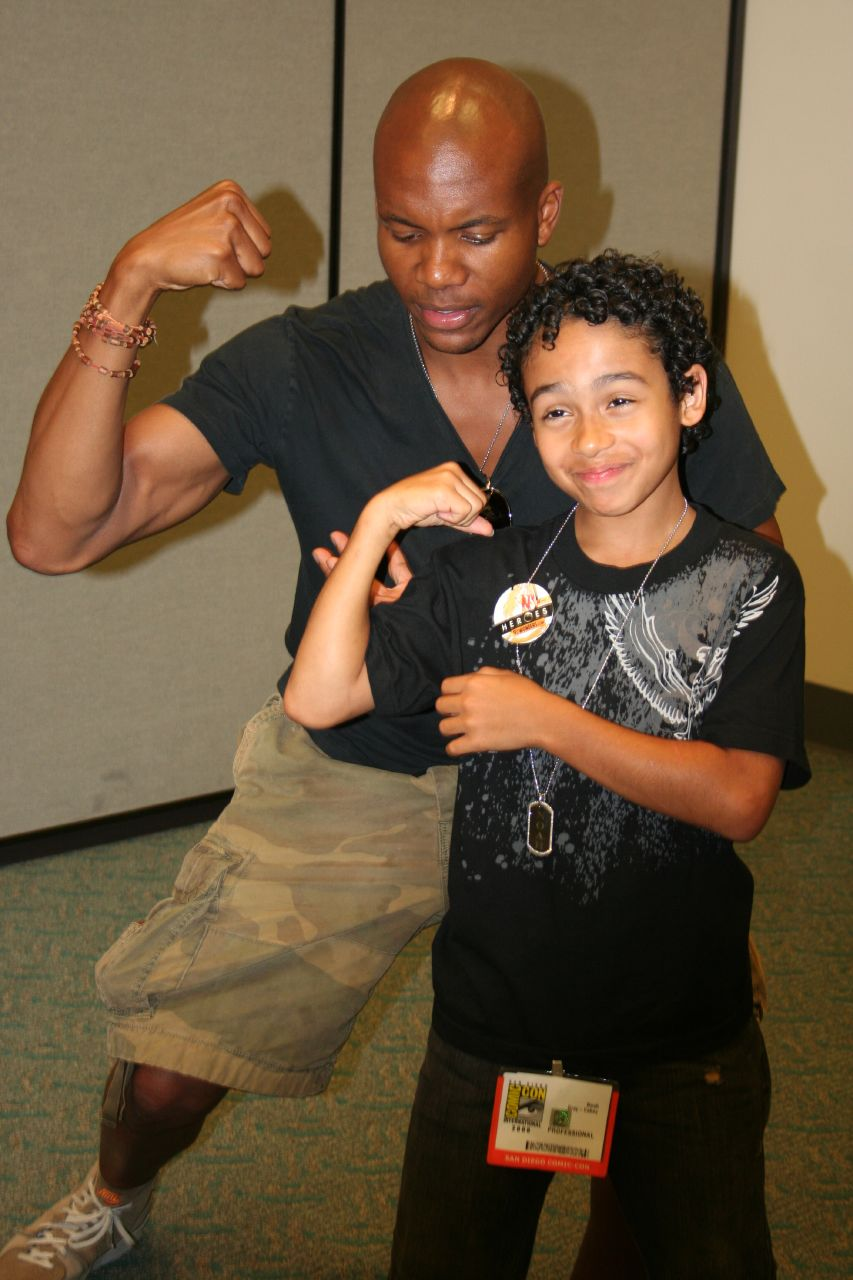
D.L. Hawkins
(Leonard Roberts) und
Micah Sanders
(Noah Gray-Cabey)

Daniel Lawrence „D.L.“ Hawkins ist Nikis Mann und Micahs Vater. Er saß unschuldig im Gefängnis und entdeckte, dass er seinen Körper für feste Oberflächen und Gegenstände durchlässig machen und so beispielsweise durch Wände gehen kann. Nach seinem Ausbruch kehrt er zu Niki zurück und versucht, Micah vor Jessica zu beschützen. Nachdem Niki sich aus Liebe zu den beiden selbst anzeigt, muss er sich alleine um die Erziehung seines Sohnes kümmern.
In der 2. Staffel wird er von einem verärgerten Barbesucher vor Nikis Augen erschossen.
Luke Campbell
Luke ist ein Teenager mit der Fähigkeit, Mikrowellen zu entsenden. Durch Zufall nimmt Sylar beim Verhör eines Elite-Soldaten Luke und dessen Mutter gefangen, um sie vor den Augen des Soldaten zu foltern. Als Sylar herausfindet, dass der Teenager ihm in seinen Gefühlen sehr ähnelt, willigt er ein, Luke auf der Suche nach seinem Vater mitzunehmen, lässt ihn jedoch später allein zurück.
Emile „The Hunter“ Danko
Er ist ein Agent von Homeland Security, der die staatliche Operation, die weiterentwickelten Menschen einzufangen, leitet. In einer Akte, die Angela gelesen hat, steht, dass er für zivile Tote in Angola Coup verantwortlich sei. Nachdem er herausfindet, dass Nathan Petrelli ebenfalls Fähigkeiten besitzt, arbeitet er eine Zeit lang mit Sylar zusammen, der sich mit seiner neuen Fähigkeit, das Äußere anderer Menschen anzunehmen, als einer seiner Agenten ausgibt.
Echo DeMille
Echo DeMille taucht nur in der Mini-Webserie Going Postal auf. Er hat nahezu die gleiche Fähigkeit wie Jesse Murphy: Er kann mit seiner Stimme extrem laute Töne verursachen. Er wird von der Firma gejagt, kann aber die ersten Agenten durch seine Fähigkeit ausschalten. Später wird er allerdings gefasst und in Level 5 festgehalten. Nachdem Sylar Primatech abgeriegelt hat und Angela und Co. als Geiseln hält, lässt Noah ihn und die anderen Gefangenen frei, um Sylar aufzuhalten. Echo wird kurz darauf per Telekinese die Kehle durchgeschnitten.
Eric Doyle
Er ist Flüchtiger aus Level 5 und ehemaliger Puppenspieler. Er kann allen Menschen seine Bewegungen aufzwingen. Er versucht, Meredith zu zwingen, ihn zu lieben. Claire und ihre Adoptivmutter versuchen, sie zu befreien. Claire gelingt es, sich seiner Kontrolle zu entziehen, indem sie sich erschießen lässt und ihn danach überwältigt. Er wird danach von Noah wieder nach Level 5 verfrachtet und später mit den anderen Gefangenen wieder freigelassen, um Sylar aufzuhalten, nachdem dieser Noah, Claire, Meredith und Angela als Geiseln im Primatech-Gebäude hält. Bei seiner Konfrontation mit Sylar kollabiert Eric unter der Anstrengung, mit der er versucht, diesen zu kontrollieren. In Staffel 3 wird er durch das neue Programm der Regierung gejagt, kann aber mit Hilfe von Rebel und Claire fliehen. Kurze Zeit später wird er von Sylar aufgespürt, der sich dessen Fähigkeiten aneignet und ihn schwer verletzt Danko als Geschenk übergibt.
Meredith Gordon
Sie ist Claires leibliche Mutter und beherrscht die Pyrokinese. Nach einer Affäre mit Nathan Petrelli wurde sie schwanger und bekam Claire. Bei einem Übergriff der Primatech Company fing ihre Wohnung an zu brennen. Sie dachte, Claire, die noch in der Wohnung war, wäre bei diesem Brand ums Leben gekommen. Später bei einem Raubzug mit ihrem jüngeren Bruder Flint wird sie von Mr. Thompson gestellt und gefangen genommen. Schließlich wird sie von Primatech überredet, sich zur Agentin derselbigen Firma ausbilden zu lassen. Als Primatech jedoch ihren Bruder einfängt, flieht sie mit ihm. Danach lebt sie einige Zeit in Mexiko und erfährt schließlich, dass Claire doch noch am Leben ist. In der 3. Staffel arbeitet sie mit Mr. Bennet zusammen. Im Finale wird sie von Sylar mit Adrenalin vollgepumpt und mit Noah in eine Zelle gesperrt. Dieser hat die Wahl, entweder sie zu töten oder selbst zu sterben. Claire rettet die beiden im letzten Moment. Kurz darauf verliert Meredith die Kontrolle über ihre Kräfte und die Primatech-Einrichtung explodiert.
Flint Gordon
Ein weiterer Gefangener in Level 5. Aus seinen Händen kann er blaue Flammen schießen lassen. Er wird nach dem Banküberfall von Mr. Bennet angeschossen und kann schließlich zurück zu Level 5 gebracht werden. Er wird kurze Zeit später jedoch wieder von Daphne befreit und von Arthur Petrelli und Pinehearst rekrutiert. Er ist Merediths Bruder. Nachdem Nathan die Kontrolle über Pinehearst übernommen hat, stellen sich er und Knox auf die Seite von Peter. Flint und Peter beginnen daraufhin, Mohinders Labor zu zerstören.
Er wird von Nathan niedergeschlagen, woraufhin Flint die Einrichtung explodieren lässt.
The German
Noch ein Gefangener aus Level 5, der magnetische Energiefelder kontrollieren kann. Nach dem Ausbruch und einem Überfall auf eine Bank wird er wegen Meinungsverschiedenheiten von Knox getötet. Er ist auf einem Foto in Dr. Zimmermans Haus zu sehen.
Hana „Wireless“ Gitelman
Hana Gitelman ist eine ehemalige Mossad-Agentin, die es sich zur Aufgabe gemacht hat, Bennet und Primatech zu Fall zu bringen, nachdem diese ihr vorgaukelten, sie würde in deren Auftrag für die CIA arbeiten. Hana hat die Fähigkeit, jeglichen Datentransfer, der auf Wellenbasis verläuft, zu verstehen, beliebig umzuleiten oder sogar zu verändern. Sie ist in der Lage, E-Mails oder Textnachrichten zu verschicken, ohne dafür in unmittelbarer Nähe eines Computers oder Handys sein zu müssen. Nachdem Bennet beschlossen hat, Primatech zu bekämpfen, um seine Familie zu schützen, bittet er Hana um Hilfe. Gemeinsam mit Parkman und Sprague wollen sie die Ortungssysteme zum Aufspüren von Heroes zerstören. Während die drei sich um die Vorrichtung in New York kümmern wollen, soll Hana den Satelliten vernichten, den Primatech im Orbit stationiert hat. Ihr gelingt es, getarnt als israelischer Ingenieur, sich an Bord einer chinesischen Raumfähre zu schmuggeln. Nur diese bringt sie nah genug an den Satelliten, um ihn effektiv manipulieren zu können. Bei ihrem geplanten Weltraumgang beginnt sie ihre Attacke auf dessen Kern, allerdings bemerkt sie zu spät, dass er mit einem Virus geschützt ist. Durch ihre Fähigkeit infiziert sich Hana damit und sieht nur noch eine Möglichkeit, um Primatech aufzuhalten: Sie muss den Satelliten manuell zum Absturz bringen, damit er in der Erdatmosphäre verglüht, auch wenn sein Schicksal das ihre wird. Als Hana stirbt, wird sie zu einem sogenannten „Infomorph“, das heißt, sie stirbt nicht, sondern ihr Bewusstsein geht in den Datenstrom der Erde über.
Der Haitianer

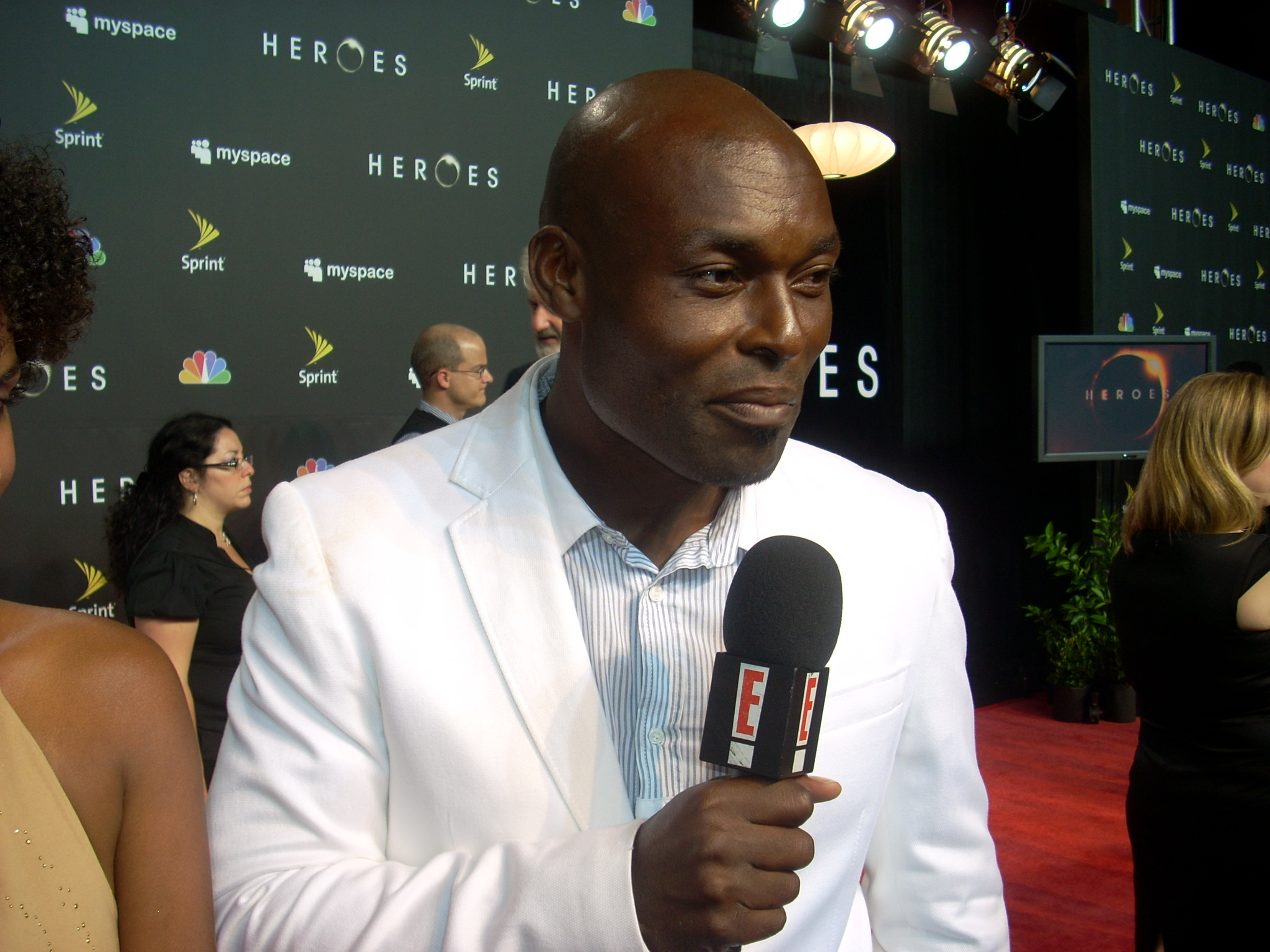
Der Haitianer
(Jimmy Jean-Louis)

Der Haitianer ist der Assistent von Mr. Bennet. Er hat die Kraft, durch Berührung Erinnerungen zu löschen sowie bestimmte Kräfte der Heroes, wie etwa das Gedankenlesen, zu blockieren. Er ist die rechte Hand von Claires Vater, der auch der Firma angehört. Als Bennet ihn aber dazu auffordert, Claires Erinnerungen teilweise zu löschen, offenbart er sich ihr, während er Bennet in dem Glauben lässt, seinem Befehl gefolgt zu sein. Er behauptet, damals Befehle von einer höheren Macht in Claires Leben gefolgt zu sein. Anfangs stellt er sich stumm, doch später gibt er zu erkennen, dass er doch sprechen kann. In Staffel 2 ist er von dem Virus befallen, wird aber von Mohinder Suresh geheilt. Danach arbeitet er wieder mit Mr. Bennet zusammen. In der 3. Staffel ist er in Haiti unterwegs, um seinen Bruder Baron Samedi wieder einzufangen, nachdem dieser aus Level 5 entkommen ist. Nachdem er dies mit Hilfe von Peter und Nathan geschafft hat, geht er mit Peter zu Pinehearst, um Arthur zu töten.
Sein Vater war Priester auf Haiti und stürzte sich in den Tod, nachdem er versucht hatte, seinen Sohn zu töten. Dies ist nachzulesen in Comic-Band 2.
Audrey Hanson
Audrey Hanson ist eine FBI-Agentin, die auf der Jagd nach Sylar ist. Während einer Morduntersuchung in Los Angeles trifft Audrey auf Matt Parkman, mit dessen Hilfe sie Sylar erwischen will. Sie ist es auch, die dafür sorgt, dass Matt zum FBI wechselt. Sie verhaftet im Auftrag des FBI später den geflohenen Ted in New York.
Daniel Linderman

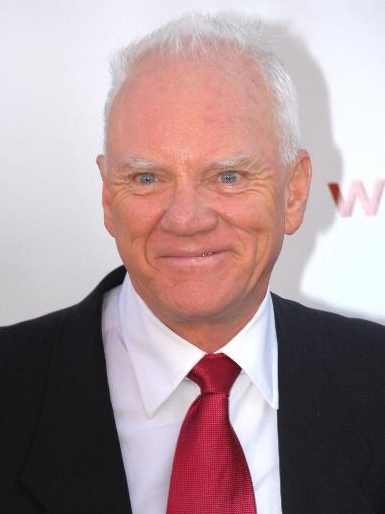
Daniel Linderman
(Malcolm McDowell)

Er finanziert den Wahlkampf von Nathan Petrelli und scheint ein sehr reicher und einflussreicher Mann zu sein. Er weiß eine Menge über die Heroes und ihre Fähigkeiten und es scheint, als habe er veranlasst, dass Niki und D.L. sich treffen. Er selbst besitzt anscheinend die Fähigkeit, Lebewesen zu heilen bzw. Zellen anderer zu erneuern. Er heilt die Paralyse von Nathan Petrellis Frau, so dass diese nicht mehr an den Rollstuhl gebunden ist. Er ist ein machthungriger Visionär, der versucht, mit allen Mitteln die Explosion in New York stattfinden zu lassen und dadurch Nathan Petrelli zum Präsidenten zu machen. Er behauptet, sein Plan sei zum „Wohle der Menschheit“. Er lässt Micah entführen, damit dieser die Wahlmaschinen zugunsten von Nathan Petrelli manipulieren kann. Schließlich wird er von D.L. getötet, nachdem Linderman versuchte, Jessica alias Niki zu erschießen.
Linderman „erscheint“ Nathan und Daphne in der dritten Staffel. Allerdings ist dies nur eine von Maury Parkman in deren Köpfe gepflanzte Vision.
Eden McCain
Eden McCain arbeitet für Mr. Bennet, der sie von der Straße geholt hat. Ihre Kraft besteht darin, andere Menschen mit ihrer Stimme zu hypnotisieren. Als sie den gefangenen Sylar töten will, um Mohinder Suresh zu schützen, kann dieser sie mit seinen Kräften fangen. Um zu verhindern, dass er ihre Fähigkeit adaptiert, gibt Eden sich selbst einen Kopfschuss, damit Sylar nicht an ihr Gehirn kommt. Ihr richtiger Name lautete Sarah Ellis.
Daphne Millbrook

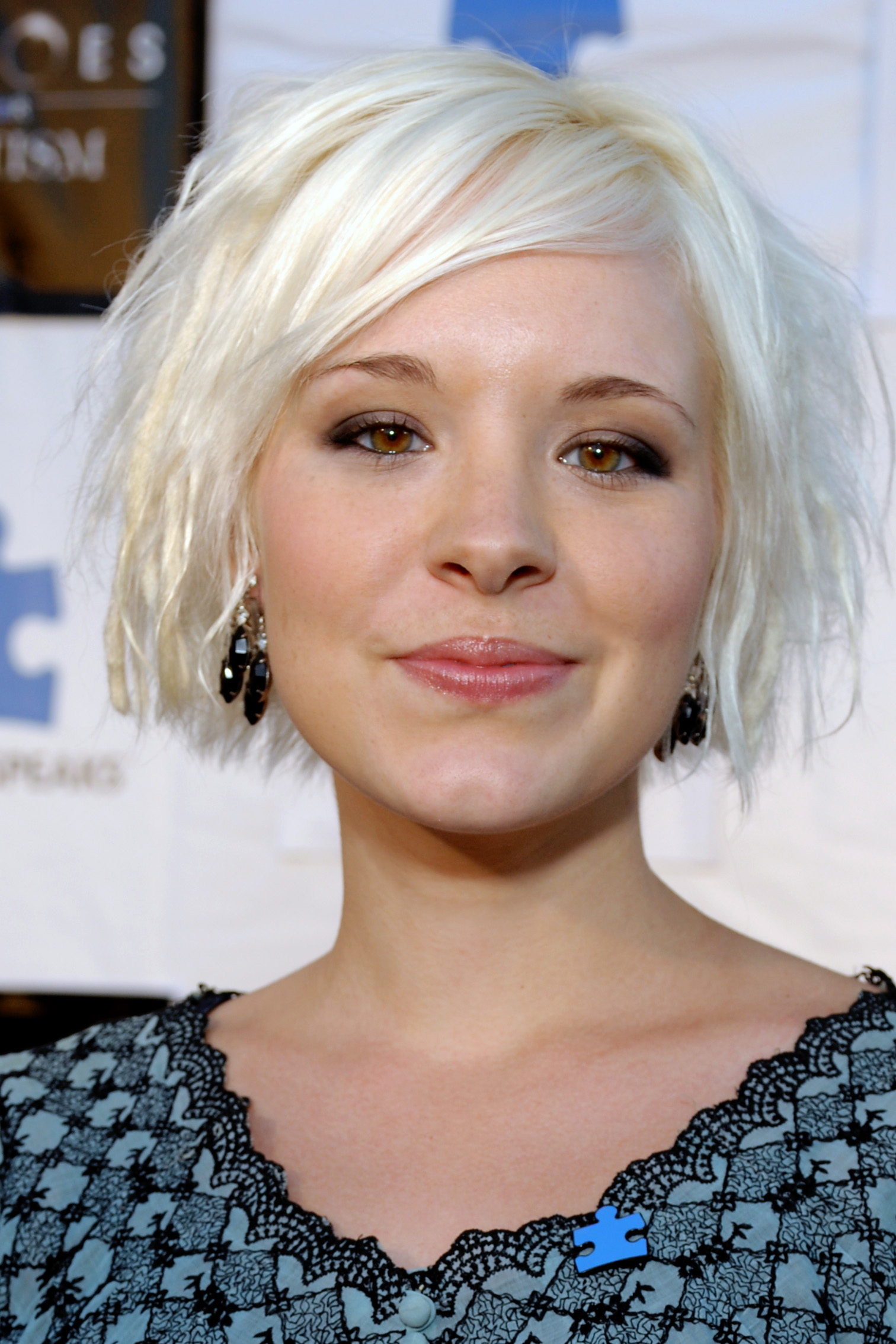
Daphne Millbrook
(Brea Grant)

Daphne taucht zum ersten Mal in der dritten Staffel auf, indem sie Hiro einen Teil einer wichtigen Formel stiehlt. Durch ihre Fähigkeit, sich mit Überschallgeschwindigkeit bewegen zu können, ist sie zur Meisterdiebin geworden. Sie ist so schnell, dass Hiro sie nicht einmal „einfrieren“ kann. Sie hat eine Wohnung in Paris, in der sie all ihr Diebesgut (unter anderem auch die Mona Lisa) aufbewahrt. In der Zukunftsvision von Matt Parkman sind er und Daphne ein Paar und haben ein gemeinsames Kind. Allerdings stirbt sie bei dem Versuch, Peter einzufangen.
In der Gegenwart wird sie von Maury Parkman manipuliert, um so eine Armee von Heroes aufzustellen. Als sie dann aber Matt Parkman trifft, verlieben sich die beiden ineinander und sie wechselt auf die Seite der Guten. Während der Sonnenfinsternis erfährt man, dass sie vor der Manifestation ihrer Überschallgeschwindigkeit an einer fast vollständigen Gehbehinderung litt. Sie rettet dank Andos Fähigkeit Hiro aus der Vergangenheit, nachdem dieser seine Fähigkeiten verloren hat. Am Anfang des zweiten Teils der dritten Staffel wird sie anscheinend von einer militärischen Einheit erschossen, überlebt aber. Durch mangelnde Versorgung während der Gefangennahme verschlechtert sich ihr Zustand aber und trotz eines Befreiungsversuchs von Matt stirbt sie schließlich endgültig.
Jesse Murphy
Ein Gefangener aus Level 5. Er kann Töne manipulieren und selbst auch aussenden. Peter aus der Zukunft schließt Peter aus der Gegenwart in dessen Körper ein. Nachdem Peter wieder aus seinem Körper befreit wird, wird Jesse von Sylar überwältigt, getötet und seiner Fähigkeit beraubt.
Maury Parkman
Der Vater von Matt tritt erst in der 2. Staffel persönlich in Erscheinung. Er bereitet Molly Walker im Laufe der Serie Albträume, kann aber auch Gedanken lesen wie sein Sohn. Zusätzlich ist er in der Lage, Illusionen bzw. Albträume für andere Menschen zu erzeugen, um andere zu verwirren. Später verwendet sein Sohn dieselben Fähigkeiten, um ihn in seinem eigenen imaginären Gefängnis, das Maury für Molly „erzeugt“ hat, einzusperren. Allerdings kann er sich befreien und arbeitet im Auftrag von Arthur Petrelli daran, eine Armee von Heroes aufstellen. Er setzt zum Beispiel Nathan und Daphne das Bild von einem auferstandenen Mr. Linderman in den Kopf, um sie so zu manipulieren. Als Daphne jedoch von Arthur Petrelli den Auftrag bekommt, Matt Parkman zu töten, stellt sich Maury gegen Arthur Petrelli und wird von ihm kurzerhand getötet.
Arthur Petrelli

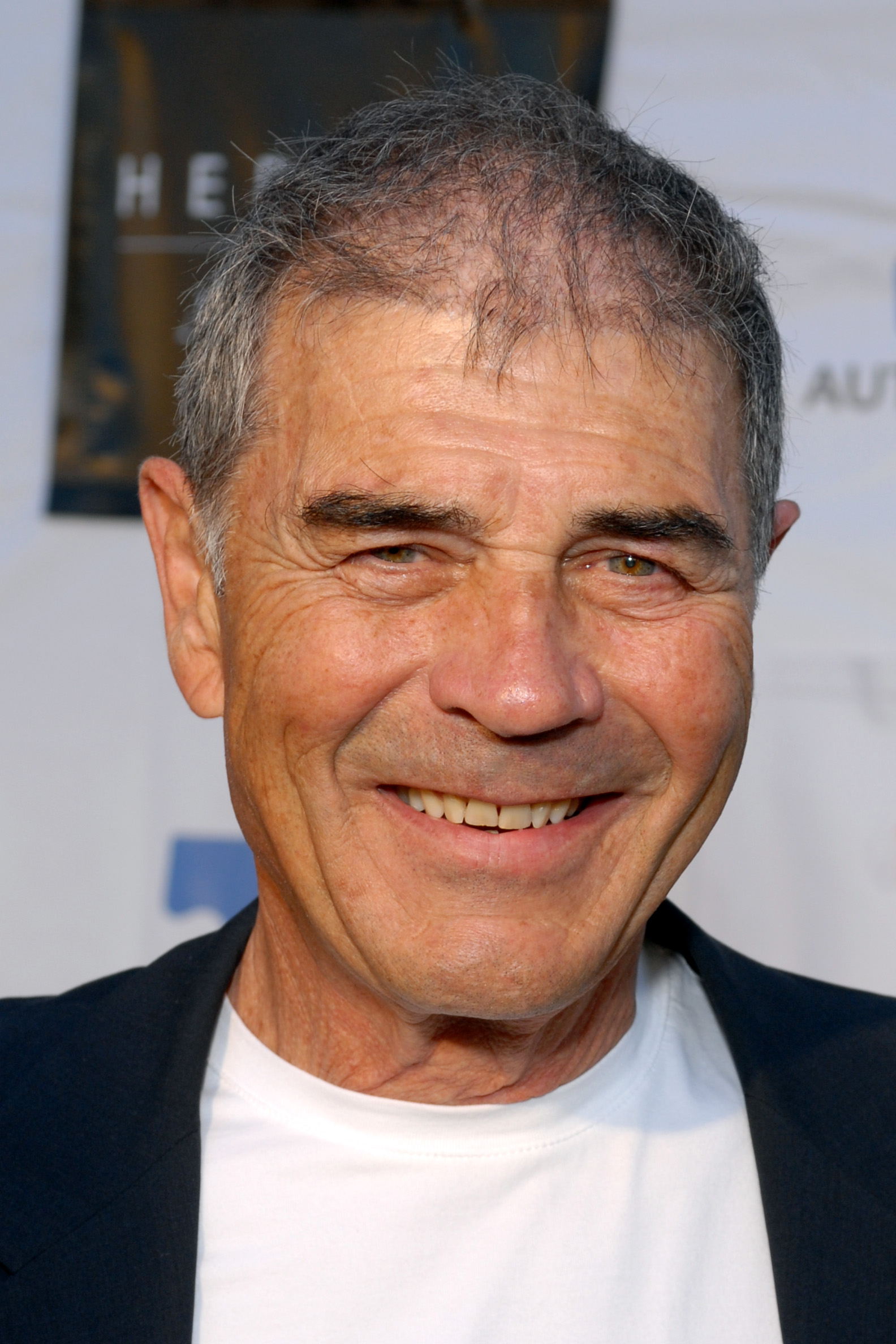
Arthur Petrelli
(Robert Forster)

Arthur Petrelli ist Angelas Ehemann und Vater von Nathan und Peter und somit auch Claires Großvater. Er hat die Fähigkeit, durch physischen Kontakt anderen Heroes ihre Fähigkeiten dauerhaft zu entziehen und diese dann selbst zu nutzen.
In der ersten Staffel erzählt Angela ihren Söhnen, dass ihr Vater Selbstmord begangen habe, was allerdings nicht stimmt.
In Staffel 3 erfährt man, dass Arthur Petrelli der Gründer von Pinehearst ist und hinter den Geschäften von Linderman stand. Nachdem Nathan Linderman zur Strecke bringen wollte, gab Arthur den Befehl, seinen eigenen Sohn zu töten. Um ihren Sohn zu retten, vergiftete Angela ihren Mann mit einem Gift, welches den gesamten Körper lähmt. Im Krankenhaus schaffte Arthur es jedoch noch, den Arzt per Gedanken zu beeinflussen. Der Arzt täuschte den Tod Arthurs vor und ließ, da Angela eine Einäscherung wollte, einen unbekannten Leichnam verbrennen. Arthur wurde derweil im Pinehearst-Gebäude durch Maschinen am Leben gehalten. Einige Zeit später versuchte er, mit Maury Parkman, Daphne Millbrook und Knox eine Armee von Heroes um sich zu scharen. Schließlich konnten diese auch Adam Monroe gefangen nehmen und zu Arthur bringen, welcher ihm seine Fähigkeiten entzog und sich somit von der Paralyse heilen konnte.
Außerdem ließ er von Daphne die Formel für die Entstehung von Fähigkeiten von Hiro stehlen, raubte seinem Sohn Peter dessen Fähigkeiten, entzog Maya auf Wunsch die ihren ebenfalls, tötete Maury Parkman wegen Unstimmigkeiten, konnte Gabriel auf seine Seite ziehen, tötete Usutu und löschte Hiros Gedächtnis so weit, dass dieser meinte, zehn Jahre alt zu sein. Nachdem Nathan die Kontrolle über Pinehearst übernommen hat, taucht Peter auf, um seinen Vater zu töten. Er wird dann schließlich von Sylar mit dem telekinetisch gestoppten Projektil von Peter getötet, nachdem dieser erfahren hat, dass Arthur nicht sein Vater ist.
Claude Rains
Claude Rains besitzt die Fähigkeit, sich unsichtbar zu machen. Er war früher Agent von Primatech Paper und Noah Bennets Partner. Als er jedoch die Identität eines Heroes vor der Firma geheim hielt, bekam Noah den Auftrag, ihn zu töten. Doch nachdem Bennet ihn angeschossen hatte, konnte der verwundete Claude sich noch rechtzeitig unsichtbar machen und fliehen. Danach lebte er einige Jahre unsichtbar, bis er Peter Petrelli traf, der ihn in seinen Träumen gesehen hat und der in Claudes Nähe die Fähigkeit, unsichtbar zu sein, unbewusst übernimmt. Peter kann ihn dazu überreden, ihm beizubringen, wie er seine Fähigkeiten kontrollieren kann, damit er später nicht unabsichtlich explodiert. Doch nach einiger Zeit des Trainings finden Noah Bennet und der Haitianer die beiden mit Hilfe von Isaacs Bildern. Pete und Claude entkommen knapp, jedoch ist Claude sauer auf Peter, dass die Firma ihn seinetwegen gefunden hat und verschwindet schließlich ohne Peter.
Seine Fähigkeit kann sich auf andere Gegenstände oder Personen übertragen, die er berührt. Er selbst kann auch andere unsichtbare Personen wie zum Beispiel Peter sehen. Allerdings ist er im unsichtbaren Zustand weder unverwundbar noch durchlässig. Auch von ihm verursachte Geräusche sind hörbar. Er kann auch in diesem Zustand per Wärmekamera entdeckt werden.
Der Name der Figur ist offensichtlich eine Anspielung auf den Schauspieler Claude Rains, der als „Der Unsichtbare“ im gleichnamigen Filmklassiker von 1933 bekannt wurde.
West Rosen
Der Mitschüler von Claire in der neuen Schule hat die Fähigkeit, zu fliegen. Er findet heraus, dass Claire die Fähigkeit der Selbstheilung besitzt, woraufhin er ihr seine Fähigkeit demonstriert. Die beiden verlieben sich ineinander. Als kleiner Junge wurde er wie einige andere Heroes von der Firma Primatech Paper entführt und „markiert“. Seit jeher kennt und fürchtet er „den Mann mit der Hornbrille“. Im Laufe der Staffel erfährt er, dass dieser Claires Vater ist, woraufhin er zuerst flieht, später jedoch herausfindet, dass dieser – wie er selbst auch – nur Claire schützen will.
Theodore „Ted“ Sprague
Theodore „Ted“ Sprague wurde von Audrey ursprünglich für Sylar gehalten. Ted kann Energie, speziell radioaktive Strahlung, abgeben, die ihm beispielsweise erlaubt, Wasser zu erhitzen oder sein eigenes Haus zu sprengen. Da seine Kraft stark von Gefühlen geleitet ist, solange er sie noch nicht beherrschen kann, verstrahlt er bei einem Streit aus Versehen seine Frau, was ihn in Depressionen und Todessehnsüchte stürzt. Für dieses Unglück macht er die Firma verantwortlich, nachdem ihn Gitelman auf deren Spur gebracht hat. Er wird am Ende der 1. Staffel während seines Transports ins Gefängnis von Sylar getötet.
Chandra Suresh
Chandra Suresh ist der Vater von Mohinder Suresh und ebenfalls ein Wissenschaftler, der auf mysteriöse Art und Weise ums Leben kam. Vor seinem Tod hatte er eine Theorie über graduelle evolutionäre Veränderungen der DNS aufgestellt und es sich zur Lebensaufgabe gemacht, die „Heroes“ zu finden, um diese Theorie zu beweisen. Hierfür entwickelte er ein Computerprogramm, welches Menschen mit besonderen Fähigkeiten lokalisieren kann und schrieb ein Buch mit dem Titel Activating Evolution (das öfter in der Serie auftaucht), um das Auftauchen dieser Fähigkeiten zu erklären.
Shanti Suresh
Shanti Suresh war Chandra Sureshs Tochter und starb im Alter von fünf Jahren an einer genetischen Anomalie. Obwohl Mohinder Suresh erst kürzlich von der Existenz Shantis erfuhr, hat sie sein Leben maßgeblich beeinflusst, da ihr Tod der Auslöser für die Forschungen seines Vaters war. In The hard part wird mehr über ihr Leben bekannt. So soll sie auch eine besondere Fähigkeit gehabt haben, die wie bei Molly Walker durch ein Virus blockiert wurde, an dem sie schließlich gestorben ist, bevor ihr Vater ein Heilmittel fertigstellen konnte.
Tina
Tina ist Niki Sanders beste Freundin, die regelmäßig auf Micah aufpasst und Niki zu Treffen der anonymen Alkoholiker begleitet.
Mr. Thompson
Thompson ist der Leiter der Firma Primatech. Wie die meisten seiner Agenten ist er sehr pragmatisch und gnadenlos; so verlangt er, dass Bennet ihm seine Tochter aushändigt. Er arbeitet eng mit Linderman zusammen. Nachdem sich Bennet gegen die Firma stellt, verfolgt er ihn hartnäckig. Doch er wird in der letzten Folge der 1. Staffel von Bennet mit zwei Kopfschüssen getötet.
Usutu
Er ist ein „Precog“, also ein Hero, der die Fähigkeit besitzt, in die Zukunft zu blicken. Als Matt Parkman in die afrikanische Wüste teleportiert wird, rettet dieser ihn vor dem Verdursten und zeigt ihm daraufhin seine Zukunft. Später teleportieren sich Hiro und Ando zu ihm, ursprünglich mit dem Auftrag, ihn zu Pinehearst zu bringen. Allerdings lassen sie von ihren Auftrag ab und er zeigt daraufhin auch Hiro seinen Zukunftsweg. Kurze Zeit später wird er von Arthur Petrelli getötet.
Molly Walker
Molly besitzt laut Thompson als einziger Hero die Fähigkeit, Sylar aufzuhalten. Sie kann, indem sie an eine bestimmte Person denkt, sehen bzw. ermitteln, wo sich diese Person aufhält. Sie ist von einem bestimmten Virus befallen, das ihre Kräfte blockiert. Mohinder Suresh hofft, mit Antikörpern, die er in seinem eigenen Blut gefunden hat, ihre genetische Abnormalität zu beheben, um so Sylar aufzuhalten. Mollys Eltern wurden von Sylar getötet, den sie seitdem als den „Boogeyman“ bezeichnet. Später wird sie von Matt Parkman adoptiert und auch Mohinder Suresh kümmert sich um sie. Allerdings wird sie von einem „Albtraummann“ geplagt, der sich in der 2. Staffel als Matts Vater herausstellt. Er ist der einzige Hero, der sie seinerseits sehen kann, wenn sie an ihn denkt.
Benjamin Washington aka „Knox“
Einer der Gefangenen aus Level 5. Er hat die Fähigkeiten, die Angst anderer zu absorbieren und in eigene Kraft umzuwandeln. Knox tötet The German nach einer Meinungsverschiedenheit. Später arbeitet er für Arthur Petrelli. Er fängt Adam Monroe und bringt ihn zu Mr. Petrelli, fordert von Hiro, seinen besten Freund Ando zu töten und versucht, Matt Parkman zu töten. Als Nathan die Kontrolle über Pinehearst übernimmt, stellt sich Knox zusammen mit Flint auf Peters Seite. Während die anderen zwei das Labor zerstören, hält Knox Nathan in dessen Büro fest. Als es zum Kampf zwischen den beiden kommt, versucht Knox, Nathan zu töten, wird aber kurz davor von Tracy eingefroren und zersplittert.
Jacqueline „Jackie“ Wilcox
Jackie ist eine ehemalige Freundin von Claire. Mit der Zeit stellt sich jedoch Jackies Ehrgeiz und ihr Drang, der Mittelpunkt von allen in der Schule sein zu wollen, zwischen die beiden Freundinnen. So behauptet sie zum Beispiel, jemandem aus einem Feuer gerettet zu haben, was eigentlich Claire zuzuschreiben war. Dies tut sie in erster Linie, um zur Prom Queen gewählt zu werden. Zu ihrer Enttäuschung wird jedoch Claire dank der Stimmen der von Zach mobilisierten Außenseiter gewählt. Deshalb wird sie von Sylar getötet, da er sie für die Cheerleaderin mit den besonderen Fähigkeiten hält.
Candice Wilmer
In der ersten Staffel war Candice diejenige, die im Auftrag von Mr. Linderman auf Micah aufgepasst hat. Sie hat die Fähigkeit, ihr Äußeres und die gesamte Umwelt nach ihren Wünschen zu verändern. Dabei pflanzt sie den Leuten in ihrer Umgebung diese Vorstellung in die Köpfe ein. Daher weiß man zu Anfang auch nicht, wie sie in Wirklichkeit aussieht. In der zweiten Staffel soll sie auf den verletzten Sylar aufpassen. Obwohl er verletzt und unter Medikamenten in einem Lagerraum liegt, lässt Candice die Vorstellung entstehen, er sitze im Liegestuhl am Strand an einem wunderschönen Ort. Später wird sie allerdings von ihm überwältigt und getötet.
An ihrer Leiche erkennt man schließlich ihr wahres Aussehen.
Zach
Zach ist ein guter Freund von Claire Bennet. Er ist anfangs die einzige Person, der Claire ihr Geheimnis anvertraut. Jedoch hat sie, seitdem sie mit Zach befreundet ist, viel unter ihrer Cheerleader-Kollegin Jackie Wilcox zu leiden. Als Claire ihrem Vater erzählt, dass Zach ihr Geheimnis kenne, wird dieser einer Erinnerungslöschung unterzogen und vergisst so auch seine Freundschaft zu ihr. Später kann Claire ihn wieder auf ihre Seite ziehen, als sie ihn die Videofilme nachstellen lässt.
Dr. Zimmerman
Dr. Zimmerman brachte Niki Sanders, Tracy Strauss und Barbara zur Welt. Er hat Tracy erschaffen, indem er im Auftrag der Firma deren DNS manipulierte. Er hat auch die DNS von Nathan Petrelli verändert, um diesem Kräfte zu verleihen.
Alex Woolsey
Alex taucht in der 3. Staffel auf. Er arbeitet im Comic-Shop Sam’s Comics in Buford. Nach einer Warnung per SMS von Rebel versucht Claire, ihn zu retten. Noah Bennet wurde ausgeschickt, um ihn einzufangen, aber es gelingt Claire, mit ihm zu entkommen. Alex kann unter Wasser atmen. Zwischen ihnen entwickelt sich eine romantische Beziehung. Claire versteckt ihn in ihrem Kleiderschrank, da ihr Haus von Agenten beobachtet wird. Mit Hilfe ihrer Mutter gelingt endgültig die Flucht aus dem Haus der Bennets.

## Kulisse und Requisiten

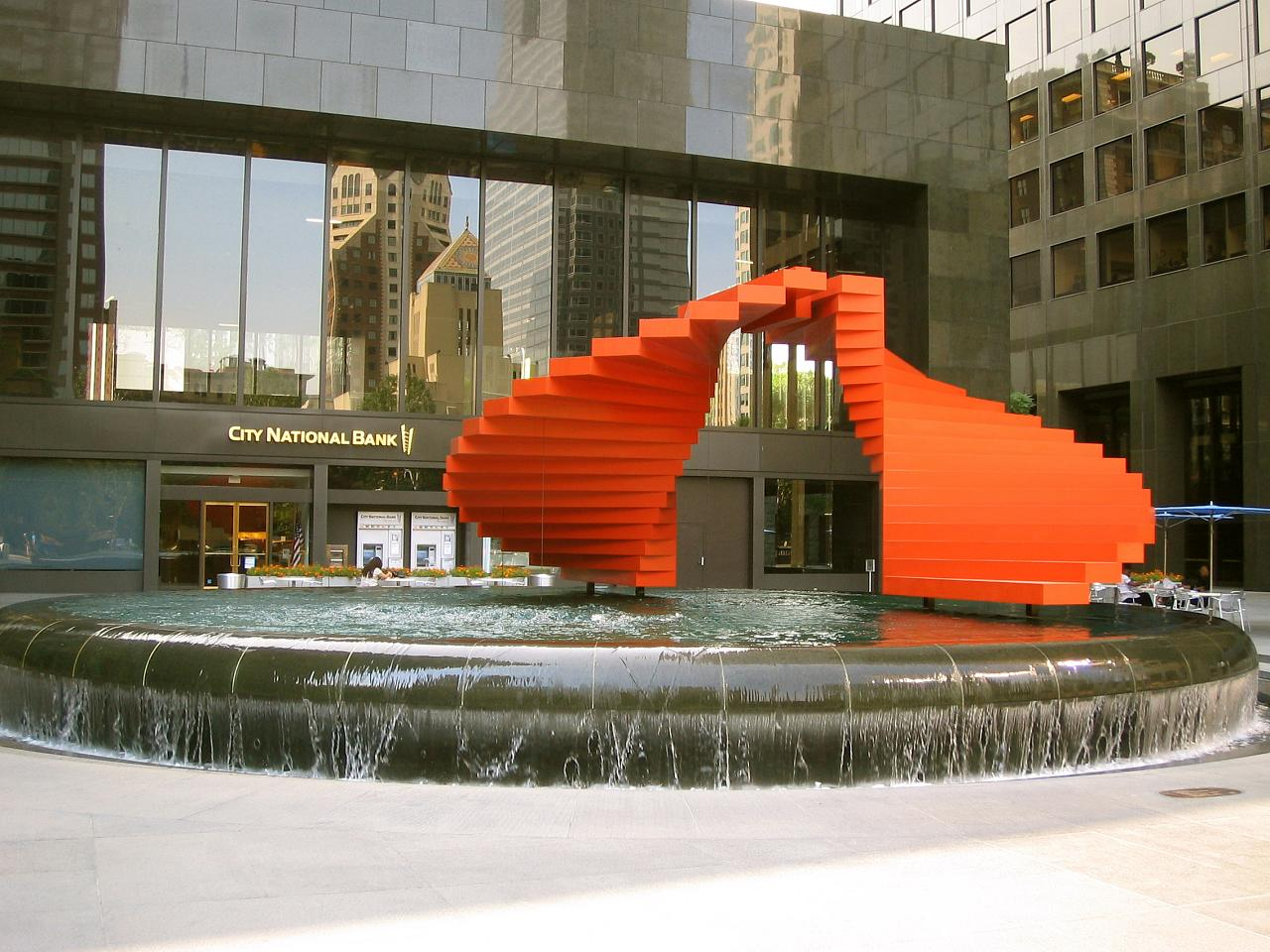
„Kirby Plaza“, Los Angeles

In den Casino-Szenen während der Handlung in Las Vegas wurden als Requisiten und Kostüme Teile aus der Fernsehserie Las Vegas, die ebenfalls von NBC ausgestrahlt wird, verwendet.
Hierbei handelte es sich etwa um Jetons, Pagenanzüge und sonstige Requisiten, die jeweils den Schriftzug „Montecito“ tragen, oder ein großes „M“, für ebendieses stehend.
In allen übrigen Innenraumszenen verwendet die Produktion zumindest in der ersten Staffel große Teile des Sets von Crossing Jordan – Pathologin mit Profil. Bei genauerem Hinsehen sieht man Ähnlichkeiten bei ihrem Büro und den Räumen der Sureshs. Alle in Madras spielenden Szenen drehte das Team entweder auf dem Studiogelände oder an Stränden in Kalifornien. Auf diese Übereinstimmungen macht Tim Kring insbesondere bei den Audiokommentaren der DVD-Veröffentlichungen aufmerksam.
Unter anderem in der Episode Wie man einen explodierenden Mann aufhält ist der fiktive Kirby Plaza zu sehen, Drehort hierfür ist der Arco Plaza in Downtown Los Angeles. Schauplatz für den Aoyama-Friedhof, auf welchem Ishi Nakamura, Kaito Nakamura und Adam Monroe begraben sind, war ein Golfplatz. Das Dach von Charles Deveauxs Haus, auf dem Tauben gezüchtet werden, ist im Studio entstanden, die Hausnummer 210 somit reine Fiktion. Der Times Square in New York City ist in den Episoden Genesis und Kein Blick zurück zu sehen.

## Besetzung und Synchronisation
| Rollenname                       | Hauptrolle (Staffeln) | Gastrolle (Staffeln) | Schauspieler       | Deutsche Synchronsprecher |
| -------------------------------- | --------------------- | -------------------- | ------------------ | ------------------------- |
| Peter Petrelli                   | 1.01–4.19             |                      | Milo Ventimiglia   | Timmo Niesner             |
| Claire Bennet                    | 1.01–4.19             |                      | Hayden Panettiere  | Tanya Kahana              |
| Hiro Nakamura                    | 1.01–4.19             |                      | Masi Oka           | Tobias Müller             |
| Noah Bennet                      | 1.01–4.19             |                      | Jack Coleman       | Uwe Büschken              |
| Dr. Mohinder Suresh              | 1.01–4.18             |                      | Sendhil Ramamurthy | Viktor Neumann            |
| Nathan Petrelli                  | 1.01–4.13             |                      | Adrian Pasdar      | Thomas Nero Wolff         |
| Matt Parkman                     | 1.02–4.19             |                      | Greg Grunberg      | Marco Kröger              |
| Gabriel „Sylar“ Gray             | 1.08–4.19             |                      | Zachary Quinto     | Daniel Fehlow             |
| Nicole „Niki“/Jessica Sanders    | 1.01–2.11             |                      | Ali Larter         | Melanie Pukaß             |
| Tracy Strauss                    | 3.01–4.19             |                      | Ali Larter         | Melanie Pukaß             |
| Micah Sanders                    | 1.01–2.11             | 3.03; 3.20; 3.24     | Noah Gray-Cabey    | Konstantin Seidenstücker  |
| Isaac Mendez                     | 1.01–1.19             | 4.08                 | Santiago Cabrera   | Tobias Kluckert           |
| Simone Deveaux                   | 1.01–1.18             |                      | Tawny Cypress      | Melanie Hinze             |
| Daniel Lawrence "D.L." Hawkins   | 1.06–1.23             | 2.08                 | Leonard Roberts    | Michael Iwannek           |
| Ando Masahashi                   | 2.01–4.19             | 1.01–1.23            | James Kyson Lee    | Gerrit Schmidt-Foß        |
| Elle Bishop                      | 2.01–3.02; 3.07–3.12  |                      | Kristen Bell       | Manja Doering             |
| Maya Herrera                     | 2.01–3.11             |                      | Dania Ramírez      | Carolina Vera-Squella     |
| Adam Monroe/Takezo Kensei        | 2.01–2.11             | 3.04–3.06, 4.16      | David Anders       | Norman Matt               |
| Monica Dawson                    | 2.04–2.11             |                      | Dana Davis         | Anne Helm                 |
| Angela Petrelli                  | 3.01–4.19             | 1.01–2.11            | Cristine Rose      | Karin Buchholz            |
| Daphne „The Speedster“ Millbrook | 3.01–3.22             |                      | Brea Grant         | Natascha Geisler          |
| Samuel Sullivan                  | 4.01–4.19             |                      | Robert Knepper     | Bernd Vollbrecht          |
| Lydia                            | 4.01–4.19             |                      | Dawn Olivieri      | Ulrike Stürzbecher        |
| Emma Coolidge                    | 4.03–4.19             |                      | Deanne Bray        | Peggy Sander              |

| Rollenname                 | Staffel | Schauspieler           | Deutsche Synchronsprecher                               |
| -------------------------- | ------- | ---------------------- | ------------------------------------------------------- |
| Sandra Bennet              | 1–4     | Ashley Crow            | Katharina Koschny                                       |
| René "Der Haitianer"       | 1–4     | Jimmy Jean-Louis       | Claudio Maniscalco                                      |
| Kaito Nakamura             | 1–4     | George Takei           | Helmut Gauß                                             |
| Lyle Bennet                | 1–4     | Randall Bentley        | Jan-Nicklas Beeck                                       |
| Molly Walker               | 1–3     | Adair Tishler          | Lam-Thanh Ly (Folge 2 & 3) Soraya Richter (ab Folge 21) |
| Janice Parkman             | 1, 3–4  | Elizabeth Lackey       | Irina von Bentheim                                      |
| Eric Thompson Sr.          | 1, 3, 4 | Eric Roberts           | Joachim Tennstedt                                       |
| Candice Willmer            | 1–2     | Missy Peregrym         | Julia Ziffer                                            |
| Heidi Petrelli             | 1–2     | Rena Sofer             | Victoria Sturm                                          |
| Meredith Gordon            | 1, 3    | Jessalyn Gilsig        | Cathlen Gawlich                                         |
| Daniel Linderman           | 1, 3    | Malcolm McDowell       | Wolfgang Condrus                                        |
| Charlene „Charlie“ Andrews | 1, 4    | Jayma Mays             | Sonja Spuhl                                             |
| Claude Rains               | 1       | Christopher Eccleston  | Bernd Vollbrecht                                        |
| Hana „Wireless“ Gitelman   | 1       | Stana Katić            | Claudia Urbschat-Mingues                                |
| Audrey Hanson              | 1       | Clea DuVall            | Peggy Sander                                            |
| Eden McCain/Sarah Ellis    | 1       | Nora Zehetner          | Sonja Spuhl                                             |
| Theodore „Ted“ Sprague     | 1       | Matthew John Armstrong | Dennis Schmidt-Foß                                      |
| Chandra Suresh             | 1       | Erick Avari            | Karl Sturm                                              |
| „Texas“ Tina               | 1       | Deirdre Quinn          | Christin Marquitan                                      |
| Jacqueline „Jackie“ Wilcox | 1       | Danielle Savre         | Maria Koschny                                           |
| Zach                       | 1       | Thomas Dekker          | Konrad Bösherz                                          |
| Charles Deveaux            | 1       | Richard Roundtree      | Jan Spitzer                                             |
| Brody Mitchum              | 1       | Matt Lanter            | Ricardo Richter                                         |
| Robert „Bob“ Bishop        | 2–3     | Stephen Tobolowsky     | Stefan Staudinger                                       |
| Caitlin                    | 2       | Katie Carr             | Anja Stadlober                                          |
| Nana Dawson                | 2       | Nichelle Nichols       | Marianne Groß                                           |
| West Rosen                 | 2       | Nicholas D’Agosto      | David Turba                                             |
| Alejandro Herrera          | 2       | Shalim Ortiz           | Nico Mamone                                             |
| Yaeko                      | 2       | Eriko Tamura           | Ilona Brokowski                                         |
| Emile „The Hunter“ Danko   | 3–4     | Željko Ivanek          | Martin Keßler                                           |
| Eric Doyle                 | 3–4     | David H. Lawrence XVII | Lutz Schnell                                            |
| Flint Gordon               | 3       | Blake Shields          | Robin Kahnmeyer                                         |
| Arthur Petrelli            | 3       | Robert Forster         | Roland Hemmo                                            |
| Benjamin „Knox“ Washington | 3       | Jamie Hector           | Sebastian Schulz                                        |
| Luke Campbell              | 3       | Dan Byrd               | Ozan Ünal                                               |
| Edgar                      | 4       | Ray Park               | Frank Röth                                              |
| Gretchen Berg              | 4       | Madeline Zima          | Kaya Marie Möller                                       |
| Lauren Gilmore             | 4       | Elisabeth Röhm         | Tanja Geke                                              |
| Eli                        | 4       | Todd Stashwick         | Boris Tessmann                                          |

## Rezeption
Die Serie wurde bei ihrem Start gelobt und galt als meistversprechende neue Serie im Jahr 2006/2007. Mit über 14 Millionen Zuschauern war die erste Folge von Heroes die erfolgreichste Serienpremiere des Senders NBC seit fünf Jahren. Im Laufe der Jahre und permanenter Fortsetzung der Serie verebbte die Euphorie. Man stellte fest, dass: „Die Superhelden-Thematik […] nicht neu [sei],“ allerdings „die konsequente Umsetzung von Comic-Elementen“ den Zuschauer durchaus fesseln würde und auch bis in die vierte Staffel klar werde, „dass ‚Heroes‘ wenig von seiner Wirkung verloren [habe]“.
Vom American Film Institute wurde Heroes zu einer der zehn besten Serien des Jahres 2006 gewählt.
Kritik wurde von Zuschauern an der deutschen Synchronisation geäußert, da die im Original (englisch) untertitelten japanischen oder spanischen Unterhaltungen ins Deutsche übertragen wurden, was nicht nur zu Irritationen führt, sondern auch den Aspekt Sprachbarriere ausblendet. Dies wirkt beispielsweise unbeholfen, wenn ein Polizist japanischer Herkunft zum Dolmetschen zu Anfang der 1. Staffel mit Hiro herangezogen wird, obwohl dieser sich zuvor in der deutschen Synchronisation gar nicht auf Japanisch zu verständigen suchte.

## Auszeichnungen
Eine detaillierte Auflistung findet sich in der IMDb.

## Ausstrahlung

### Übersicht
- In den USA wurde die zweite Staffel von September bis Dezember 2007 ausgestrahlt, Staffel drei begann im September 2008. Am 6. März 2009 wurde bekanntgegeben, dass trotz sinkender Quoten in den USA eine vierte Staffel produziert werden soll[7], die am 21. September 2009 startete.
- In der Schweiz wird die Serie seit dem 8. Oktober 2007 bei SF zwei ausgestrahlt.[8] Dabei wurde die Ausstrahlung mit ungeschnittenen Episoden begonnen, während sie später durch eine Verschiebung der Ausstrahlung zu einem früheren Zeitpunkt nunmehr in der gleichen Schnittfassung wie im deutschen Fernsehen gezeigt werden.[9][10]
- In Deutschland hat RTL II am 10. Oktober 2007[11] mit der Ausstrahlung der ersten Staffel begonnen, die zweite lief von September bis November 2008. Die dritte Staffel begann am 2. September 2009 mit der 35. Folge Die Wiederkunft.[12] Wegen schlechter Quoten wurde der Sendeplatz ab 4. November 2009 von 20:15 auf 23 Uhr verlegt.[13] Die vierte und letzte Staffel sendete RTL II vom 1. September bis zum 8. Dezember 2010; die letzten Folgen ab November wurden wegen weiter fallender Zuschauerzahlen ins Nachtprogramm verschoben.[14][15] Seit dem 6. Oktober 2015 steht die Serie auch auf dem Streamingdienst Amazon Prime Video zum Abruf bereit.[16]
- In Österreich begann der Sender ATV am 10. Juni 2008, die erste und später die zweite und dritte Staffel als deutschsprachige Free-TV-Premiere zu senden. Die vierte und letzte Staffel sendet ATV ab dem 31. August 2010.

### Nach Staffeln
Volume 1: Genesis
| Land               | Sender  | Erstausstrahlung   | Gesamtzuschauer          |
| ------------------ | ------- | ------------------ | ------------------------ |
| Vereinigte Staaten | NBC     | 25. September 2006 | 14,4 Millionen (6,4 %)   |
| Schweiz            | SF zwei | 8. Oktober 2007    | 0,071 Millionen (7,75 %) |
| Deutschland        | RTL II  | 10. Oktober 2007   | 1,72 Millionen (9,8 %)   |
| Osterreich         | ATV     | 10. Juni 2008      | 0,11 Millionen (2,97 %)  |

Volume 2: Generations
| Land               | Sender  | Erstausstrahlung   | Gesamtzuschauer          |
| ------------------ | ------- | ------------------ | ------------------------ |
| Vereinigte Staaten | NBC     | 24. September 2007 | 13,08 Millionen          |
| Osterreich         | ATV     | 2. September 2008  | 0,076 Millionen (2,84 %) |
| Schweiz            | SF zwei | 4. September 2008  | 0,027 Millionen (4,36 %) |
| Deutschland        | RTL II  | 17. September 2008 | 1,13 Millionen (3,7 %)   |

Volume 3: Villains
| Land               | Sender  | Erstausstrahlung   | Gesamtzuschauer |
| ------------------ | ------- | ------------------ | --------------- |
| Vereinigte Staaten | NBC     | 22. September 2008 | 8, 46 Millionen |
| Osterreich         | ATV     | 27. August 2009    | —               |
| Deutschland        | RTL II  | 2. September 2009  | —               |
| Schweiz            | SF zwei | 29. Oktober 2009   | —               |

Volume 4: Fugitives

Das zweite Volume der dritten Staffel. (Episoden 14–25)
| Land               | Sender  | Erstausstrahlung  | Gesamtzuschauer |
| ------------------ | ------- | ----------------- | --------------- |
| Vereinigte Staaten | NBC     | 2. Februar 2009   | 7,0 Millionen   |
| Osterreich         | ATV     | 26. November 2009 | —               |
| Deutschland        | RTL II  | 2. Dezember 2009  | —               |
| Schweiz            | SF zwei | 7. Januar 2010    | —               |

Volume 5: Redemption
| Land               | Sender  | Erstausstrahlung   | Gesamtzuschauer |
| ------------------ | ------- | ------------------ | --------------- |
| Vereinigte Staaten | NBC     | 21. September 2009 | 6,538 Millionen |
| Schweiz            | SF zwei | 9. Juni 2010       | —               |
| Osterreich         | ATV     | 31. August 2010    | —               |
| Deutschland        | RTL II  | 1. September 2010  | —               |

Heroes: Origins

Das angekündigte Spin-off Heroes: Origins, in dem neue Charaktere eingeführt werden sollten, wurde offiziell eingestellt.

## DVD-Veröffentlichung
Mit der Veröffentlichung der ersten Staffel im August 2007 gehören die Universal Studios zu den Vorreitern in der Entwicklung des HDTV, da die erste Staffel auf HD DVD erschien. Die bisher einzigen Fernsehserien, welche zu diesem Zeitpunkt auf dieselbe Weise veröffentlicht wurden, sind: Smallville (Staffel 5) und Die Sopranos (Staffel 6: Teil 1 und 2). Am 26. August 2008 erschien in den USA die zweite Staffel als Blu-ray.
|                                                                                 | Informationen |
| ------------------------------------------------------------------------------- | --- |
| Staffel 1                                                                       | Die erste Staffel wurde in Deutschland zuerst in zwei Teilen in Steelbooks mit Prägedruck veröffentlicht. Der erste Teil enthält vier DVDs (Folge 1 bis 12) und der zweite drei DVDs (Folge 13 bis 23). Beide Teile sind nach der FSK ab 16 Jahren freigegeben. Weitere Informationen: Länge: 528 Minuten, Ton: Deutsch, Englisch DD 5.1, Bildformat: 16:9, Studio: Universal/DVD; Extras Staffel 1.1: Pilot im Director’s Cut (unsynchronisiert mit UT), Folge 1 und 11 mit Audiokommentar, alle Episoden mit entfallenen Szenen (zwischen 1 und 8 Minuten, unsynchronisiert mit UT) Extras Staffel 1.2: Audiokommentare zu ausgewählten Episoden, Deleted Scenes zu allen Folgen, Entstehung von Special Effects, Stunts und Filmmusik, Making of „Heroes“, Mindreader-Spiel Mittlerweile ist die erste Staffel auch als Komplett-Box erhältlich |
| Deutsche Veröffentlichung                                                       | Die erste Staffel wurde in Deutschland zuerst in zwei Teilen in Steelbooks mit Prägedruck veröffentlicht. Der erste Teil enthält vier DVDs (Folge 1 bis 12) und der zweite drei DVDs (Folge 13 bis 23). Beide Teile sind nach der FSK ab 16 Jahren freigegeben. Weitere Informationen: Länge: 528 Minuten, Ton: Deutsch, Englisch DD 5.1, Bildformat: 16:9, Studio: Universal/DVD; Extras Staffel 1.1: Pilot im Director’s Cut (unsynchronisiert mit UT), Folge 1 und 11 mit Audiokommentar, alle Episoden mit entfallenen Szenen (zwischen 1 und 8 Minuten, unsynchronisiert mit UT) Extras Staffel 1.2: Audiokommentare zu ausgewählten Episoden, Deleted Scenes zu allen Folgen, Entstehung von Special Effects, Stunts und Filmmusik, Making of „Heroes“, Mindreader-Spiel Mittlerweile ist die erste Staffel auch als Komplett-Box erhältlich |
| Teil 1: 31. Januar 2008 Teil 2: 27. März 2008 Komplett (DVD): 4. September 2008 | Die erste Staffel wurde in Deutschland zuerst in zwei Teilen in Steelbooks mit Prägedruck veröffentlicht. Der erste Teil enthält vier DVDs (Folge 1 bis 12) und der zweite drei DVDs (Folge 13 bis 23). Beide Teile sind nach der FSK ab 16 Jahren freigegeben. Weitere Informationen: Länge: 528 Minuten, Ton: Deutsch, Englisch DD 5.1, Bildformat: 16:9, Studio: Universal/DVD; Extras Staffel 1.1: Pilot im Director’s Cut (unsynchronisiert mit UT), Folge 1 und 11 mit Audiokommentar, alle Episoden mit entfallenen Szenen (zwischen 1 und 8 Minuten, unsynchronisiert mit UT) Extras Staffel 1.2: Audiokommentare zu ausgewählten Episoden, Deleted Scenes zu allen Folgen, Entstehung von Special Effects, Stunts und Filmmusik, Making of „Heroes“, Mindreader-Spiel Mittlerweile ist die erste Staffel auch als Komplett-Box erhältlich |
| Nordamerikanische Veröffentlichung                                              | Die erste Staffel wurde in Deutschland zuerst in zwei Teilen in Steelbooks mit Prägedruck veröffentlicht. Der erste Teil enthält vier DVDs (Folge 1 bis 12) und der zweite drei DVDs (Folge 13 bis 23). Beide Teile sind nach der FSK ab 16 Jahren freigegeben. Weitere Informationen: Länge: 528 Minuten, Ton: Deutsch, Englisch DD 5.1, Bildformat: 16:9, Studio: Universal/DVD; Extras Staffel 1.1: Pilot im Director’s Cut (unsynchronisiert mit UT), Folge 1 und 11 mit Audiokommentar, alle Episoden mit entfallenen Szenen (zwischen 1 und 8 Minuten, unsynchronisiert mit UT) Extras Staffel 1.2: Audiokommentare zu ausgewählten Episoden, Deleted Scenes zu allen Folgen, Entstehung von Special Effects, Stunts und Filmmusik, Making of „Heroes“, Mindreader-Spiel Mittlerweile ist die erste Staffel auch als Komplett-Box erhältlich |
| Komplett: 28. August 2007                                                       | Die erste Staffel wurde in Deutschland zuerst in zwei Teilen in Steelbooks mit Prägedruck veröffentlicht. Der erste Teil enthält vier DVDs (Folge 1 bis 12) und der zweite drei DVDs (Folge 13 bis 23). Beide Teile sind nach der FSK ab 16 Jahren freigegeben. Weitere Informationen: Länge: 528 Minuten, Ton: Deutsch, Englisch DD 5.1, Bildformat: 16:9, Studio: Universal/DVD; Extras Staffel 1.1: Pilot im Director’s Cut (unsynchronisiert mit UT), Folge 1 und 11 mit Audiokommentar, alle Episoden mit entfallenen Szenen (zwischen 1 und 8 Minuten, unsynchronisiert mit UT) Extras Staffel 1.2: Audiokommentare zu ausgewählten Episoden, Deleted Scenes zu allen Folgen, Entstehung von Special Effects, Stunts und Filmmusik, Making of „Heroes“, Mindreader-Spiel Mittlerweile ist die erste Staffel auch als Komplett-Box erhältlich |
| Staffel 2                                                                       | Insgesamt 484/482 Minuten Laufzeit auf 4 Discs. |
| Deutsche Veröffentlichung                                                       | Insgesamt 484/482 Minuten Laufzeit auf 4 Discs. |
| Komplett: 19. Februar 2009                                                      | Insgesamt 484/482 Minuten Laufzeit auf 4 Discs. |
| Nordamerikanische Veröffentlichung                                              | Insgesamt 484/482 Minuten Laufzeit auf 4 Discs. |
| Komplett: 26. August 2008                                                       | Insgesamt 484/482 Minuten Laufzeit auf 4 Discs. |

## Wiederkehrende Elemente
Sechs verschiedene mysteriöse Elemente (Symbole) treten im Zusammenhang mit den Heroes in unregelmäßigen Abständen in verschiedenen Situationen immer wieder auf.

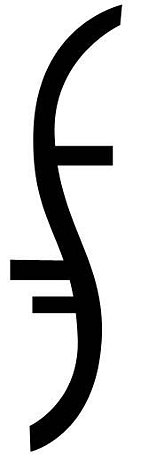
Helix

Die Helix ist ein in der Serie immer wieder auftauchendes Symbol, welches die Bedeutung große Fähigkeit, Gottesgeschenk trägt. Dies gab der Autor und Co-Produzent Aron Coleite bekannt.
Das Symbol stellt visuell ein S mit zwei nach links und einem nach rechts abgehenden Strich dar, eine Stilisierung der DNS-Doppelhelix. Das Zeichen taucht immer wieder auf verschiedensten Objekten auf. Das Symbol war früher das Zeichen des Samurai Kensei alias Adam Monroe. Später zeichnet Adam mit seinem Blut das Symbol auf die Fotos derer, die er ermordet. Außerdem ist die Helix ebenfalls auf den Titeln der in der Serie auftauchenden Comics und den Titelbildern der Comic-Kapitel zu sehen; der fiktive Comicverlag nennt sich ferner Helix-Comics.
Scar

Scar, zu Deutsch Narbe, eine aus zwei Parallelen bestehende Kennzeichnung, die bei einem Eingriff zur Implantation eines Radionuklids entstanden ist. Dieses Implantat erlaubt die Ortung und Verfolgung der Heroes. Diese Markierung führte die Organisation aus, der Noah Bennet und der Haitianer angehörten.
Mehrere Heroes weisen diese Markierung auf:
| - Matt Parkman - Ted Sprague - Hana Gitelman - Claude Rains | - Isaac Mendez - West Rosen - Eric Doyle - Nicole „Niki“ Sanders |

Sonnenfinsternis

Die Sonnenfinsternis

Die Sonnenfinsternis ist das Logo der Serie, welches am Anfang jeder Episode gezeigt wird und auch der Cliffhanger zwischen erster und zweiter Staffel. Während der Folge Out Of Time der zweiten Staffel war der Zwischentitel ausnahmsweise grün und nicht orange/gelb. In der 3. Staffel befassen sich drei Episoden mit den Auswirkungen der Sonnenfinsternis auf die Heroes.
Virus

Das Virus ist neurotrop und vermischt sich mit den Kräften des Betroffenen, der durch seine Kräfte zum Opfer des Virus wird. Die Firma gab beim ersten Auftreten Mohinder Suresh den Auftrag, ein Gegenmittel zu entwickeln, allerdings ist dies bisher nicht geglückt, weshalb die Antikörper in seinem Blut bislang der einzige Schutz vor dem Tode sind. Dieses Virus sorgt dafür, dass die Person ihre Fähigkeit nicht mehr nutzen kann.
Bisher sind fünf Heroes von dem Virus befallen:
- Shanti Suresh (gestorben)
- Molly Walker (geheilt)
- der Haitianer (geheilt)
- Niki Sanders (gestorben, aber nicht durch das Virus)
- Sylar (geheilt).

Im Laufe der 2. Staffel wird aus diesem Virus ein Serum entwickelt, welches die Firma zum Entfernen der besonderen Kräfte nutzen möchte. Mohinder befürchtet, dass durch ein Anwenden dieses Serums das Virus auf die gesamte Bevölkerung überspringen könnte. Seine Vorahnung verfestigt sich, als Niki sich selbst das Virus injiziert und sein Blut nicht mehr hilft – das Virus scheint dagegen immun geworden zu sein.
Die Formel

Die „Formel“ tritt zum ersten Mal in der 3. Staffel auf. Kurz nachdem Hiro zum Hüter einer Hälfte geworden ist, wird sie von Daphne gestohlen. Hiros Vater sagt, das Geheimnis der Formel könnte die Welt zerstören. Die „Formel“ ist in der Lage, Personen Fähigkeiten zu geben. Zur Fertigstellung wird neben den beiden Hälften der „Katalysator“ benötigt. Die Formel wird am Ende von Villains von Hiro zerstört.
Personen, die das Serum erhalten haben:
- Niki Sanders – Erhöhte Stärke (Drilling 1, als Baby gespritzt; 1. Version der Formel)
- Tracy Strauss – Einfrieren, kann sich in Wasser verwandeln (Drilling 2, als Baby gespritzt; 1. Version der Formel)
- Barbara – Unbekannt (Drilling 3, als Baby gespritzt; 1. Version der Formel)
- Nathan Petrelli – Fliegen (Sein Vater war enttäuscht, dass er ohne Fähigkeiten geboren war; 1. Version der Formel)
- Mohinder Suresh – Mohinders Fähigkeit/Erhöhte Stärke (Imperfekt: führte zu insekten-ähnlicher Mutation; Final: Mutation geheilt, erhöhte Stärke blieb)
- Mohinders Test-Subjekt – Unbekannt (Batch 36: starb infolge der Mutation)
- Ando Masahashi – Fähigkeiten Superlader (gespritzt, um Hiro zu retten; finale Version)
- Scott (Chad Faust) – Erhöhte Stärke (US-Army Soldat/Pinehearst-Rekrut; finale Version)
- David Sullivan – Davids Fähigkeit (US-Army-Soldat/Pinehearst-Rekrut; finale Version)
- Ryan Hanover – Unbekannt (US-Army-Soldat/Pinehearst-Rekrut; finale Version)
- Peter Petrelli – Kopieren einer Fähigkeit (gespritzt, nachdem er seine Fähigkeiten verlor; finale Version)

Cockroach

Die Cockroach, zu Deutsch Gemeine Küchenschabe, trat bisher in den unterschiedlichsten Situationen auf, unter anderem auch bei Todesfällen und ebenso bei vermuteten Toten. Die Schabe trat bisher bei vier verschiedenen Personen auf, unter anderem dreimal bei Sylar. In der ersten Staffel hält Dr. Suresh eine Vorlesung über Genetik, indem er unter anderem erwähnt, dass, wenn es einen Gencode nach Gottes Maßstab gäbe, es die gemeine Küchenschabe wäre, da sie perfekt an ihre Umwelt angepasst ist.
Activating Evolution

Activating Evolution, zu Deutsch Evolutionsauslöser ist ein von Chandra Suresh geschriebenes Buch, welches zwar auch im Laufe der Serie, aber überwiegend in der Graphic Novel gezeigt wird. Ausschnitte des Buches können auf der gleichnamigen Website eingesehen werden. Insgesamt wurde das Buch zehnmal im Laufe der Serie gezeigt.

## Graphic Novels
Die Heroes-Graphic Novels sind als Webcomic erschienen, die in der Regel sieben bis neun Seiten pro Ausgabe umfassen. Die Dialoge werden hierbei von den Autoren der Serie geschrieben, die visuelle Umsetzung übernimmt die Firma Aspen MLT. Die Comics beinhalten immer verschiedene Easter Eggs, welche oft Fragen beantworten, aber auch wieder neue aufwerfen. Finanziert wird der kostenlose Comic durch die erste Seite, auf welcher ein Auto des Sponsors Nissan abgebildet ist. Veröffentlicht wurde immer dienstags auf der Homepage des Fernsehsender NBC.
Die ersten 34 Kapitel des Comics wurden als gedruckte Ausgabe veröffentlicht, am 7. November 2007 in den USA vom WildStorm, einem Label von DC Comics, und am 26. Mai 2008 vom Panini Verlag in Deutschland. Die Kapitel 35–80 erschienen am 19. November 2008 in den USA bzw. am 22. Mai 2009 in Deutschland als zweite gedruckte Ausgabe.

## Hintergrund
→ Siehe auch: Heroes Unmasked
Um den britischen und amerikanischen Zuschauern die Serie näher zu bringen, produzierte der Sender BBC Two in Kooperation mit der NBC eine Dokureihe, welche den Namen Heroes Unmasked trägt. Diese bietet den Zuschauern Hintergrundinformationen zu den Dreharbeiten und den Schauspielern von Heroes.

## Trivia
In der zwölften Folge der ersten Staffel findet eine kurze Unterredung zwischen Noah Bennet und Mohinder Suresh statt, in der Bennet Suresh um Hilfe bittet. Auf der Visitenkarte, die Suresh nach der Unterredung erhält ist für den Zuschauer klar die Internetadresse primatechpaper.com zu sehen. Rief man diese auf, so gelangte man zur Internetseite von Bennets Firma, die für die Serie kreiert und danach für einige Zeit dort belassen wurde. Auf der Seite befand sich auch ein passwortgeschützter Bereich mit fiktiven Akten über einzelne Heroes. Inzwischen wird auf die Heroes Reborn-Seite von NBC umgeleitet, dem Spinoff, welches seit 2015 läuft.
Der bekannte Schöpfer einiger Helden des Marvel-Universums, Stan Lee, absolviert in der Episode 1.16 Unerwartet zum Schluss einen Cameo-Auftritt, indem er als Busfahrer den einsteigenden Hiro aufmunternd anspricht.
Micahs Großmutter wird gespielt von Nichelle Nichols, die Lieutenant Uhura in Raumschiff Enterprise gespielt hat.
Michael Dorn, der den Klingonen Worf in Raumschiff Enterprise: Das nächste Jahrhundert und Star Trek: Deep Space Nine spielte, spielt in der Serie den Präsidenten der USA, er hat Gastauftritte in den Folgen 3.13 und 3.25.
Aus dem Star-Trek-Universum sind außerdem George Takei als Hiro Nakamuras Vater (seine Limousine trägt die Seriennummer der USS Enterprise (NCC-1701) als Kennzeichen) und Dominic Keating (Folgen 2.1 – 2.3 und 2.5) zu sehen.
In einigen Folgen der ersten Staffel schaut sich Ando Videos von Niki an. In diesen Videos ist die Internetseite lasvegasniki.com zu sehen. Rief man diese Seite auf, gelangte man zu einem Formular mit der Möglichkeit, sich für einen Newsletter der Serie anzumelden.
Auch für die fiktive Firma Pinehearst wurde eine Internetseite erstellt. Auch die beiden letztgenannten Links sind inzwischen zu NBC umgeleitet.